# Arzano (Finistère)
Pour les articles homonymes, voir Arzano.
Arzano [aʁzano] est une commune française située dans le département du Finistère, en région Bretagne. Historiquement, elle fait partie du pays vannetais et du Kemenet-Héboé.

## Géographie

### Localisation
Arzano est une commune rurale dont le territoire s'étend entre les vallées de l'Ellé à l'ouest et du Scorff à l'est. 
Le bourg d'Arzano occupe une position centrale au sein de son finage communal et est situé à vol d'oiseau à 9 km au nord-est de Quimperlé, à 18 km au nord-ouest de Lorient, à 50 km à l'est de Quimper et à 58 km à l'ouest de Vannes.

### Communes limitrophes
Les communes limitrophes sont Cléguer, Pont-Scorff, Plouay, Guilligomarc'h, Locunolé, Rédené et Tréméven.
| Locunolé | Guilligomarc'h | Plouay  |
| Tréméven | Arzano         | Plouay  |
| Rédené   | Pont-Scorff    | Cléguer |

### Relief
La commune est vallonnée et s'étage entre 6 mètres et 97 mètres d'altitude. Le bourg est situé sur une colline culminant à une altitude de 93 mètres dominant la vallée de l'Ellé. Le sous-sol est de constitution granitique et schisteuse.

### Paysages et habitat
Arzano possède de nombreux hameaux et écarts en raison de son habitat dispersé ; les principaux hameaux sont Botvé, Buzidou, Kerhoël, Villeneuve et Saint-Durec. La commune offrait autrefois un paysage de bocage mais un grand nombre de haies et de talus ont disparu ; par contre la commune a conservé un paysage vallonné et pittoresque en raison de ses vallées encaissées. Le développement de l'agriculture intensive a fait disparaître les petites fermes au profit des grandes exploitations agricoles.
| - Carte topographique de la commune d' Arzano. |

En raison de la proximité des villes de Quimperlé et Lorient Arzano a vu depuis les dernières décennies du XXe siècle se développer un habitat résidentiel de migrants pendulaires.

### Hydrographie
La commune est située dans le bassin Loire-Bretagne. Elle est drainée par l'Ellé, le Scorff, le Scaff, le ruisseau de Kernevez, le ruisseau de Penlan et divers autres petits cours d'eau,. La rivière Ellé sépare Arzano de Tréméven et Locunolé, tandis que le fleuve côtier Scorff sépare Arzano de Plouay et Cléguer, communes du département du Morbihan ; son affluent de rive droite le ruisseau de Kernévez, sépare au nord Arzano et Guilligomarc'h, tandis qu'au sud c'est le ruisseau de Penlann, un autre affluent de rive droite du Scorff, qui sépare, sur une partie de son tracé, Arzano de Pont-Scorff.
L'Ellé, d'une longueur de 76 km, prend sa source dans la commune de Glomel et se jette  dans la Laïta, estuaire formé par l'Ellé et l'Isole en limite de Guidel et de Clohars-Carnoët, après avoir traversé 16 communes.  Les caractéristiques hydrologiques de l'Ellé sont données par la station hydrologique située sur la commune. Le débit moyen mensuel est de 10,1 m3/s. Le débit moyen journalier maximum est de 199 m3/s, atteint lors de la crue du 13 décembre 2000. Le débit instantané maximal est quant à lui de 260 m3/s, atteint le même jour.

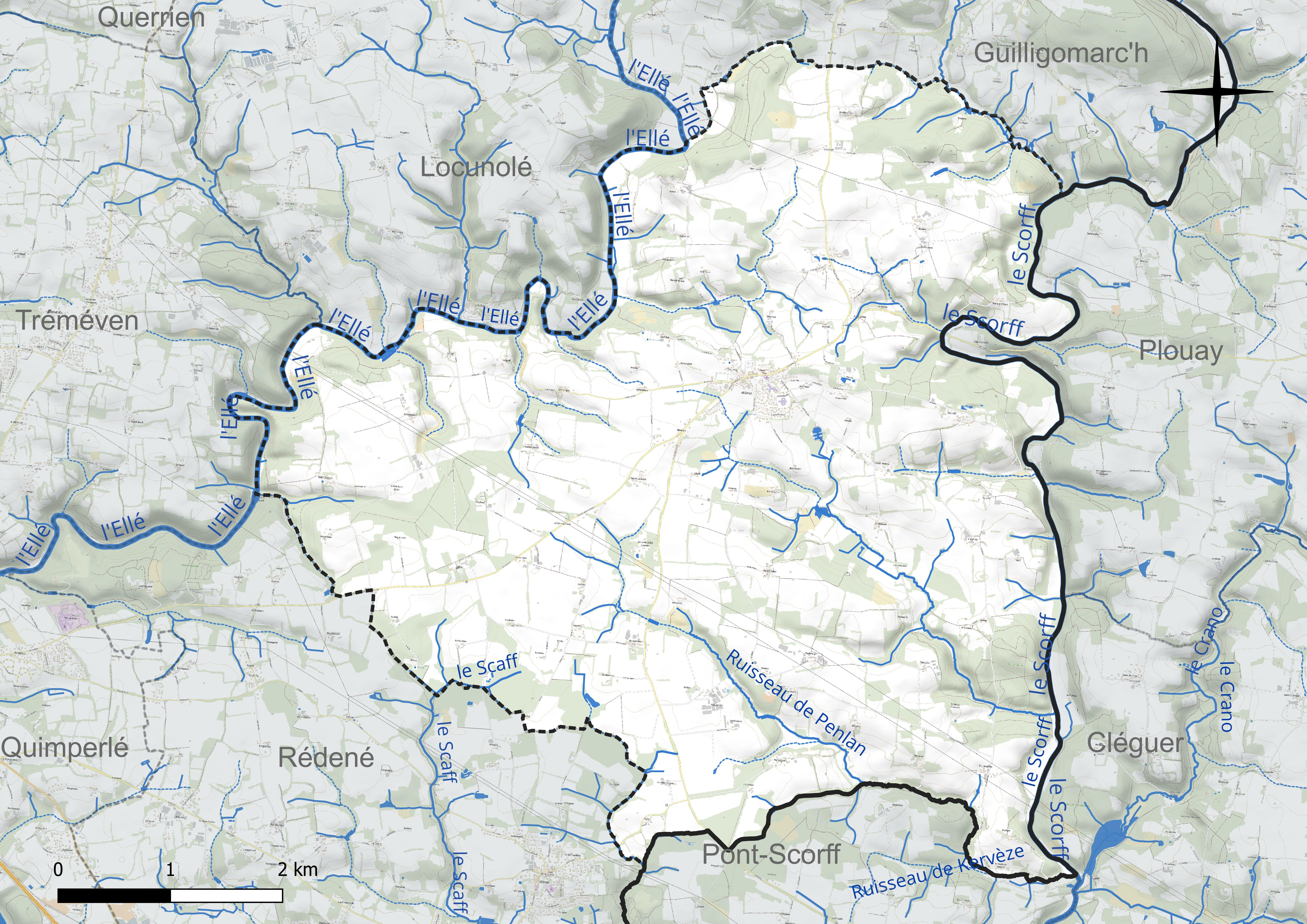
Réseau hydrographique d'Arzano.

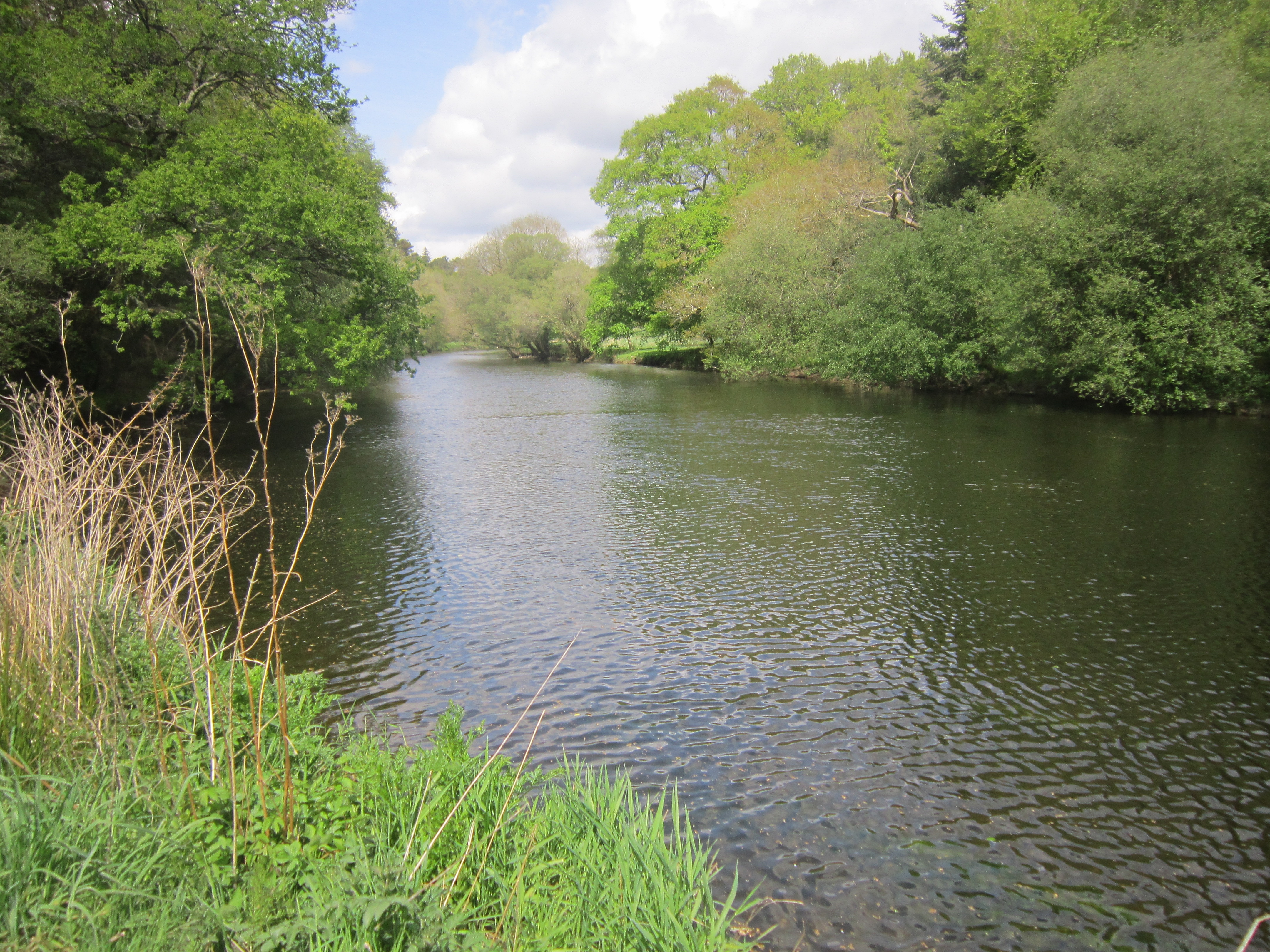
L'Ellé juste en amont du moulin de Kergueff (entre les communes de Tréméven, à gauche sur la photographie) et Arzano (à droite).
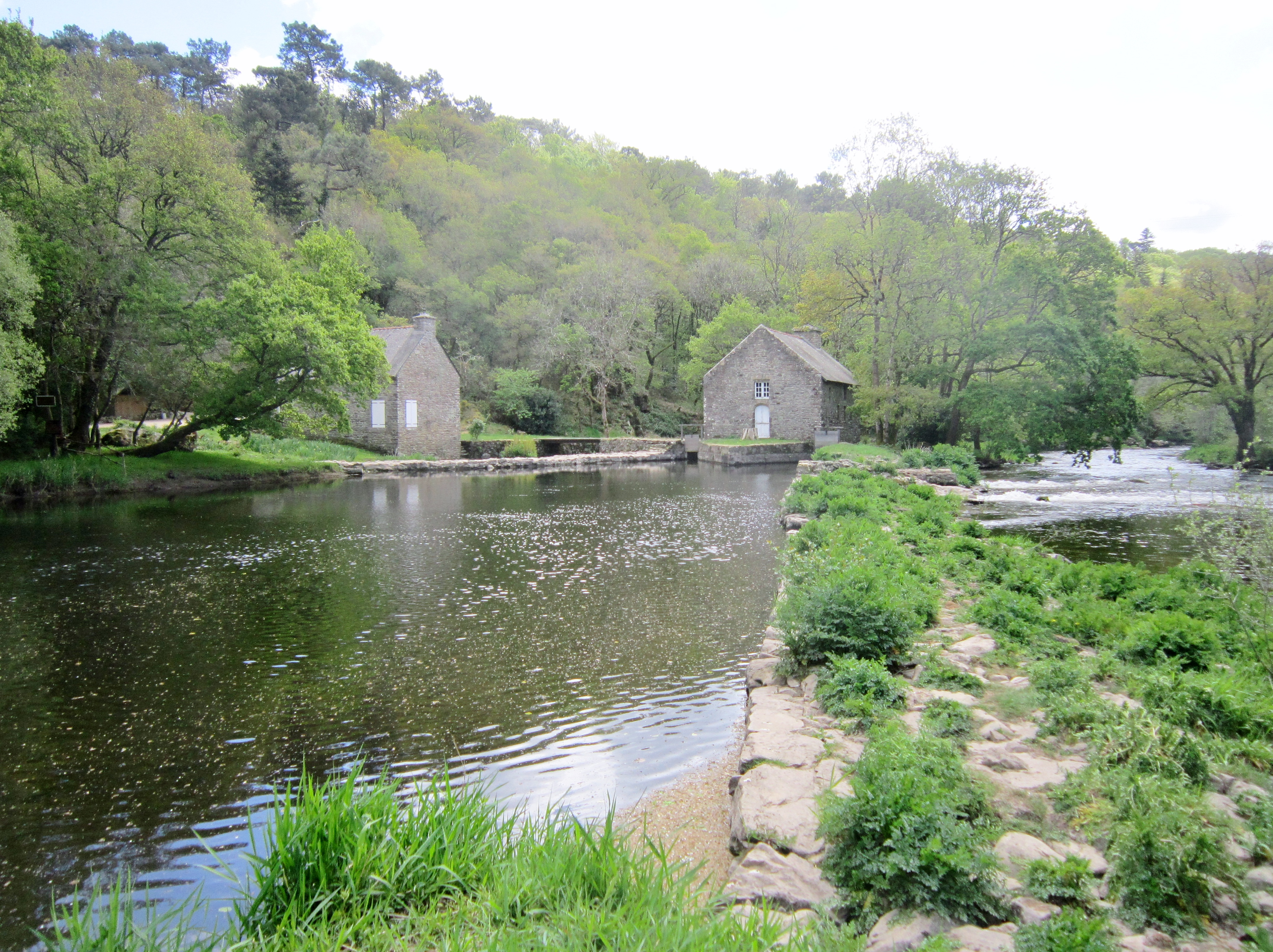
L'Ellé au niveau du moulin de Kergueff (limite entre les communes de Tréméven, Rédené et Arzano).

Le Scorff, d'une longueur de 79 km, prend sa source dans la commune de Ploërdut et se jette  dans le Blavet en limite de Lorient et de Lanester, après avoir traversé 18 communes. 

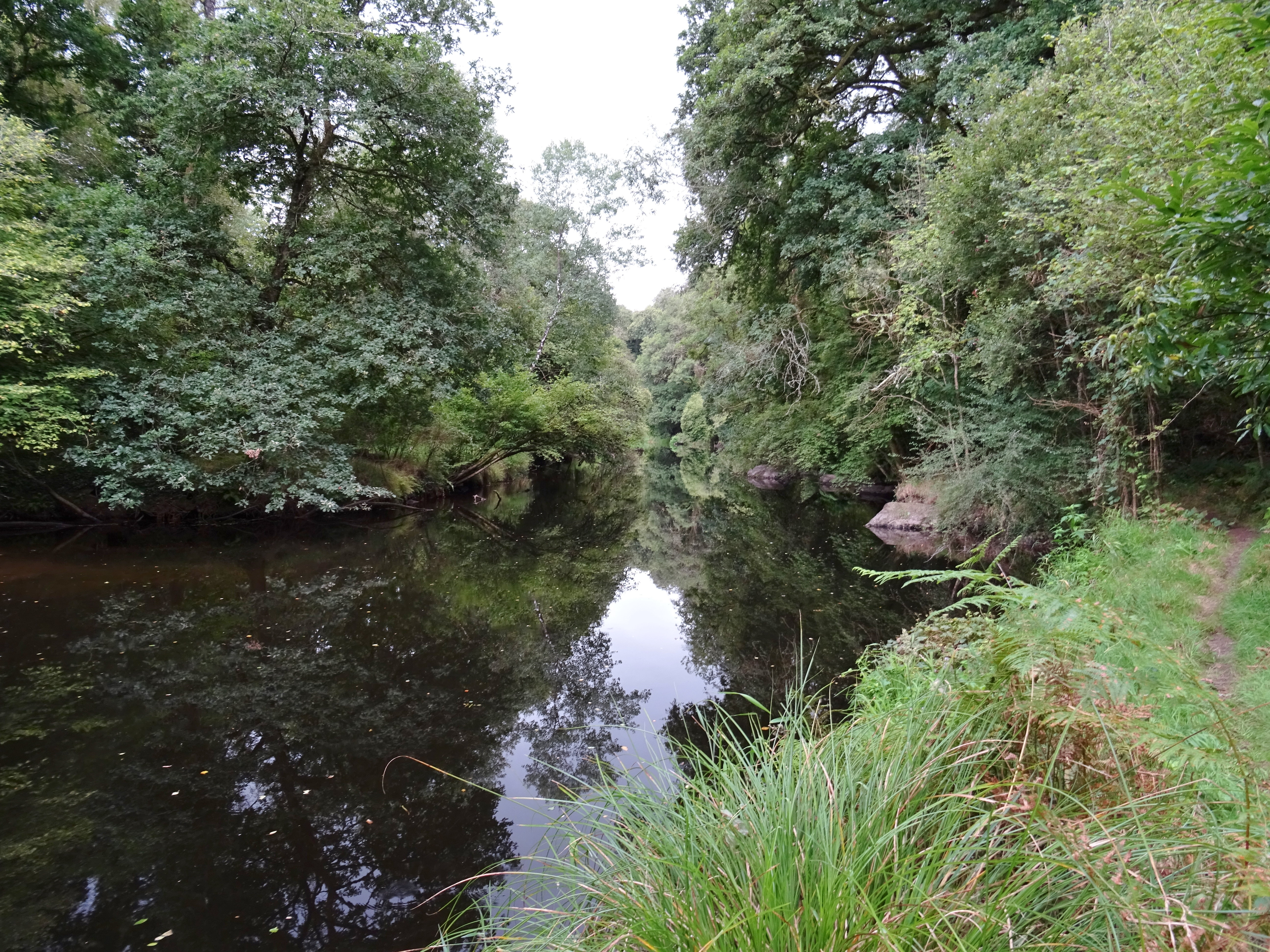
Le Scorff juste en aval de Pont Kerlo.
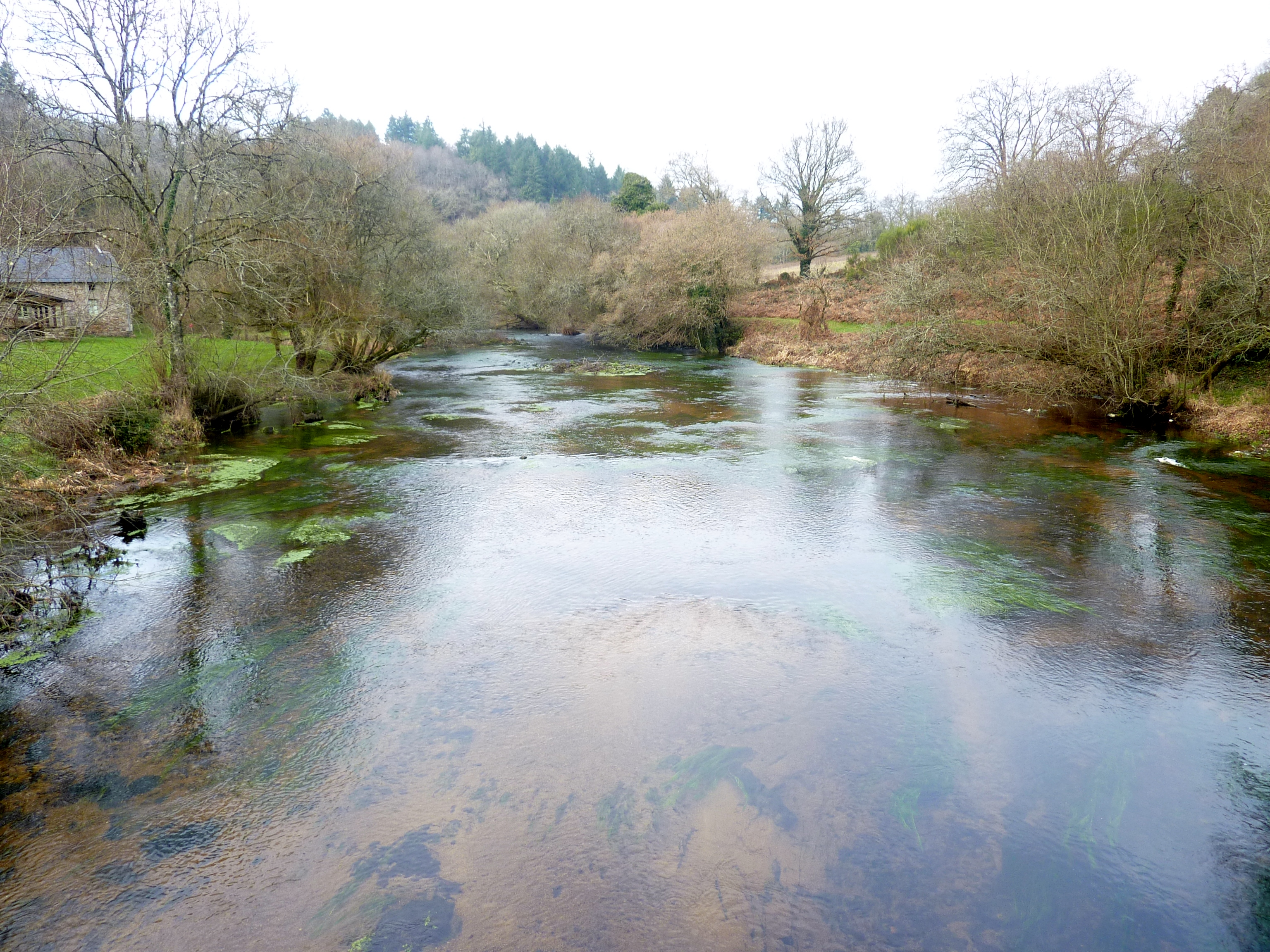
Le Scorff au niveau du site du Roc'h : vue vers l'amont (limite Arzano-Plouay).
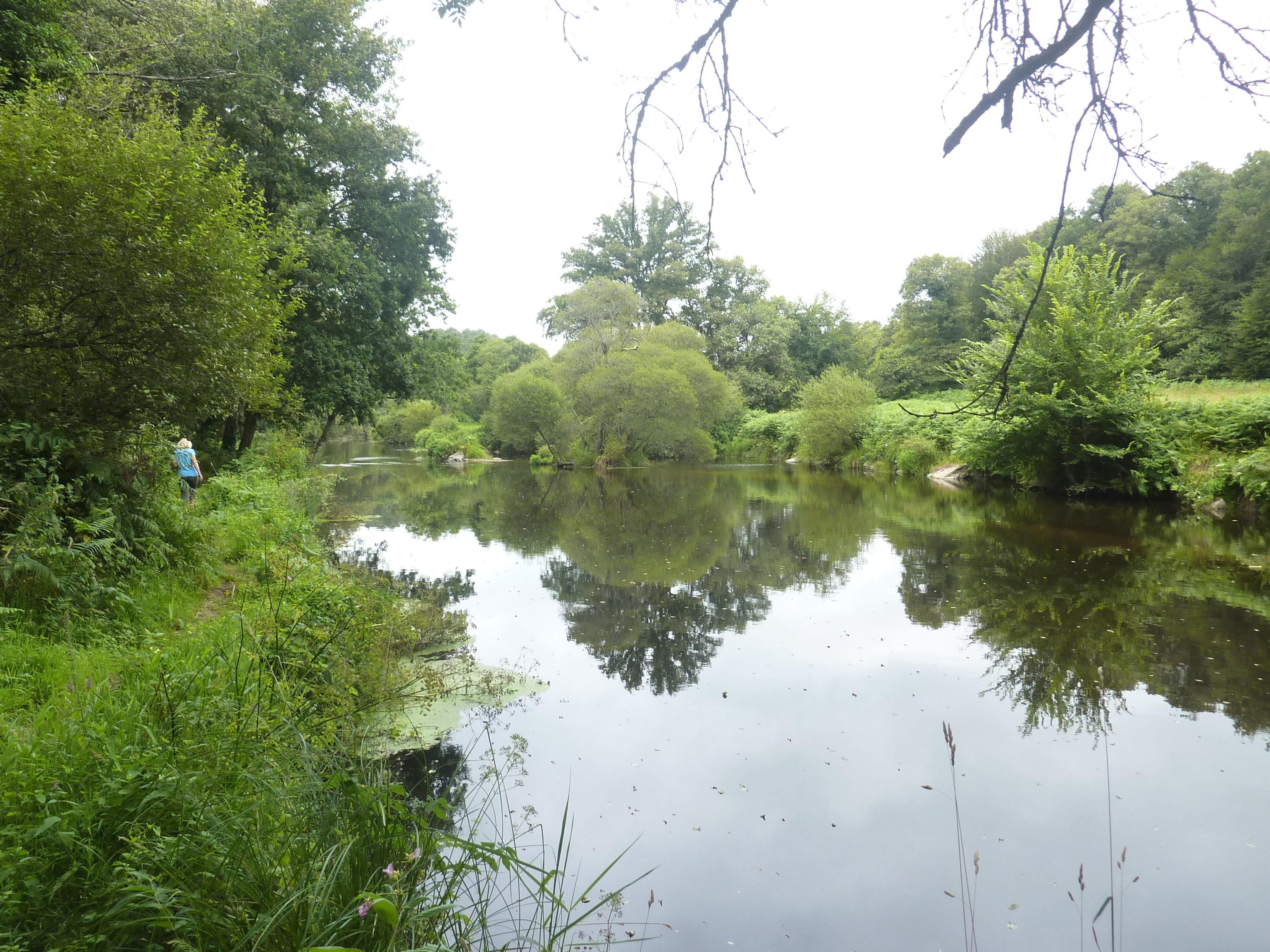
Le Scorff en aval du site du Roc'h : à gauche de la photographie, la rive gauche en Plouay, à droite la rive droite en Arzano.
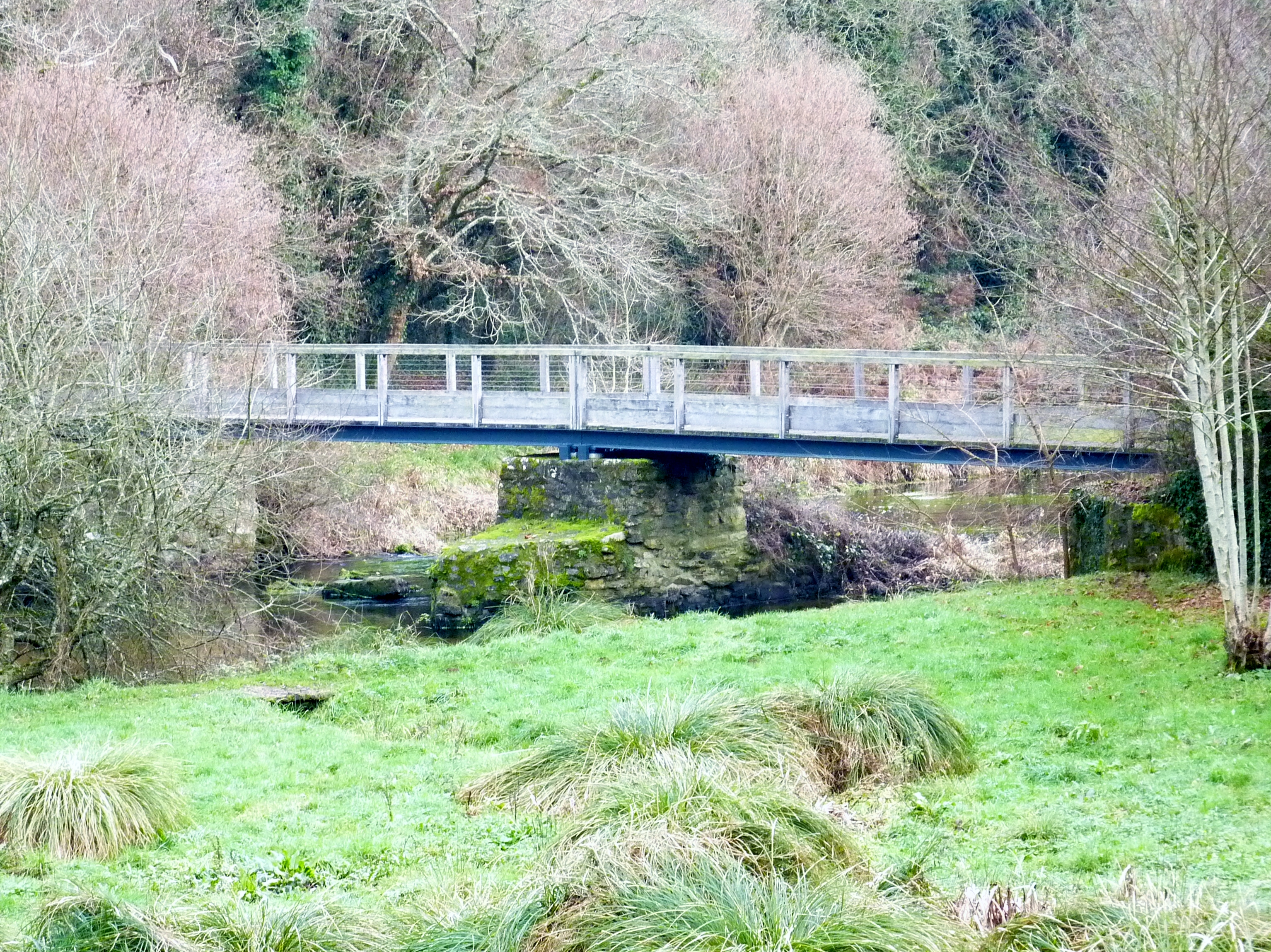
Passerelle franchissant le Scorff juste en aval du site de la motte castrale du Roc'h.
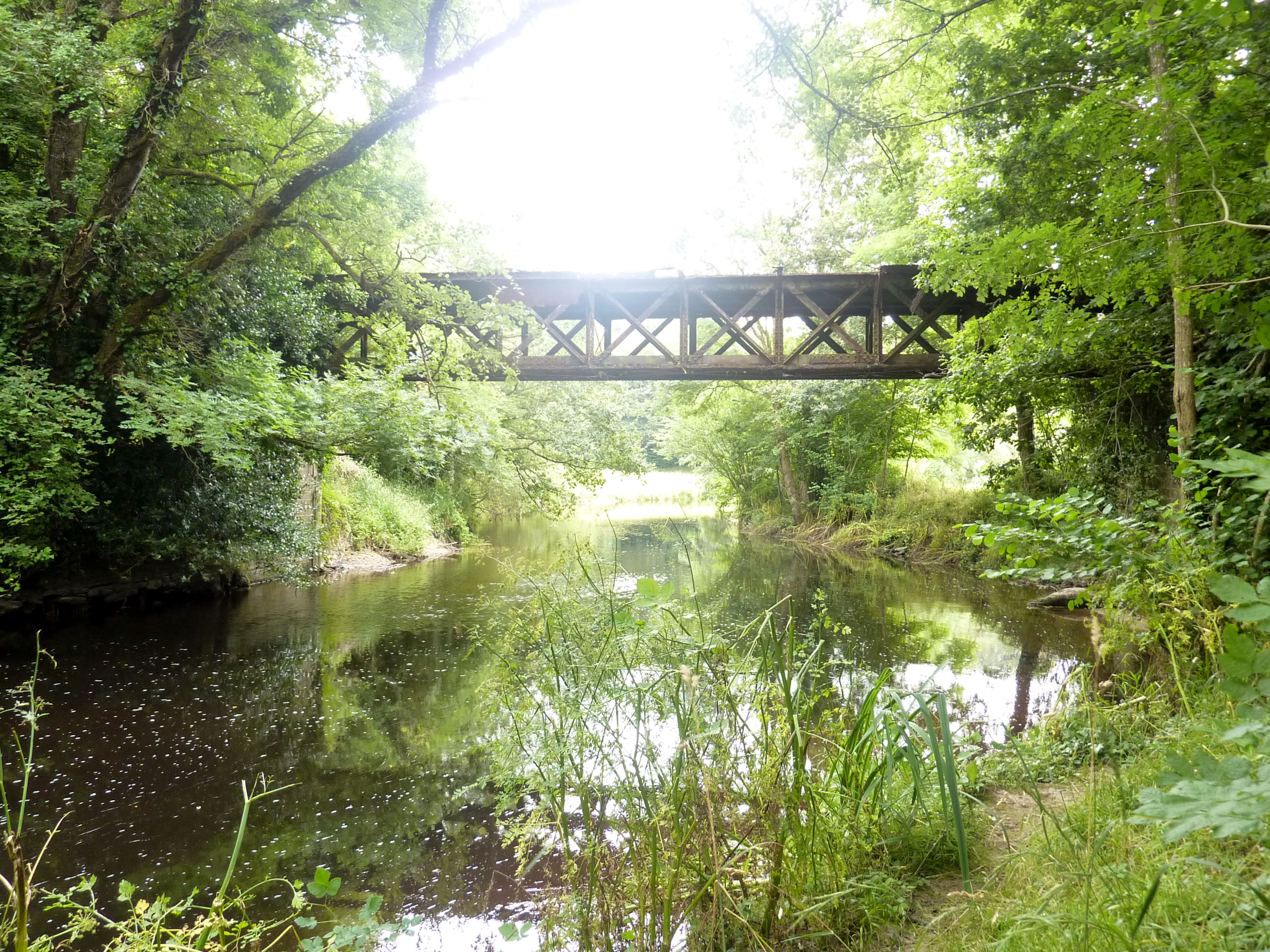
Passerelle sur le Scorff entre Arzano et Plouay, à hauteur du sentier piétonnier menant à la chapelle Notre-Dame de Grâces (située en Plouay).

Le Scaff, d'une longueur de 14 km, prend sa source dans la commune  et se jette  dans le Scorff à Quéven, après avoir traversé six communes. 

### Climat
Pour des articles plus généraux, voir Climat de la Bretagne et Climat du Finistère.
En 2010, le climat de la commune est de type climat océanique franc, selon une étude du CNRS s'appuyant sur une série de données couvrant la période 1971-2000. En 2020, Météo-France publie une typologie des climats de la France métropolitaine dans laquelle la commune est exposée à un climat océanique et est dans la région climatique Bretagne orientale et méridionale, Pays nantais, Vendée, caractérisée par une faible pluviométrie en été et une bonne insolation. Parallèlement l'observatoire de l'environnement en Bretagne publie en 2020 un zonage climatique de la région Bretagne, s'appuyant sur des données de Météo-France de 2009. La commune est, selon ce zonage, dans la zone « Intérieur  », exposée à un climat médian, à dominante océanique.
Pour la période 1971-2000, la température annuelle moyenne est de 11,5 °C, avec une amplitude thermique annuelle de 11,6 °C. Le cumul annuel moyen de précipitations est de 1 071 mm, avec 15,2 jours de précipitations en janvier et 7,6 jours en juillet. Pour la période 1991-2020, la température moyenne annuelle observée sur la station météorologique la plus proche, située sur la commune de Plouay à 8 km à vol d'oiseau, est de 11,8 °C et le cumul annuel moyen de précipitations est de 1 149,0 mm,. Pour l'avenir, les paramètres climatiques de la commune estimés pour 2050 selon différents scénarios d'émission de gaz à effet de serre sont consultables sur un site dédié publié par Météo-France en novembre 2022.

## Urbanisme

### Typologie
Au 1er janvier 2024, Arzano est catégorisée commune rurale à habitat dispersé, selon la nouvelle grille communale de densité à 7 niveaux définie par l'Insee en 2022.
Elle est située hors unité urbaine. Par ailleurs la commune fait partie de l'aire d'attraction de Quimperlé, dont elle est une commune de la couronne,. Cette aire, qui regroupe 11 communes, est catégorisée dans les aires de moins de 50 000 habitants,.

### Occupation des sols

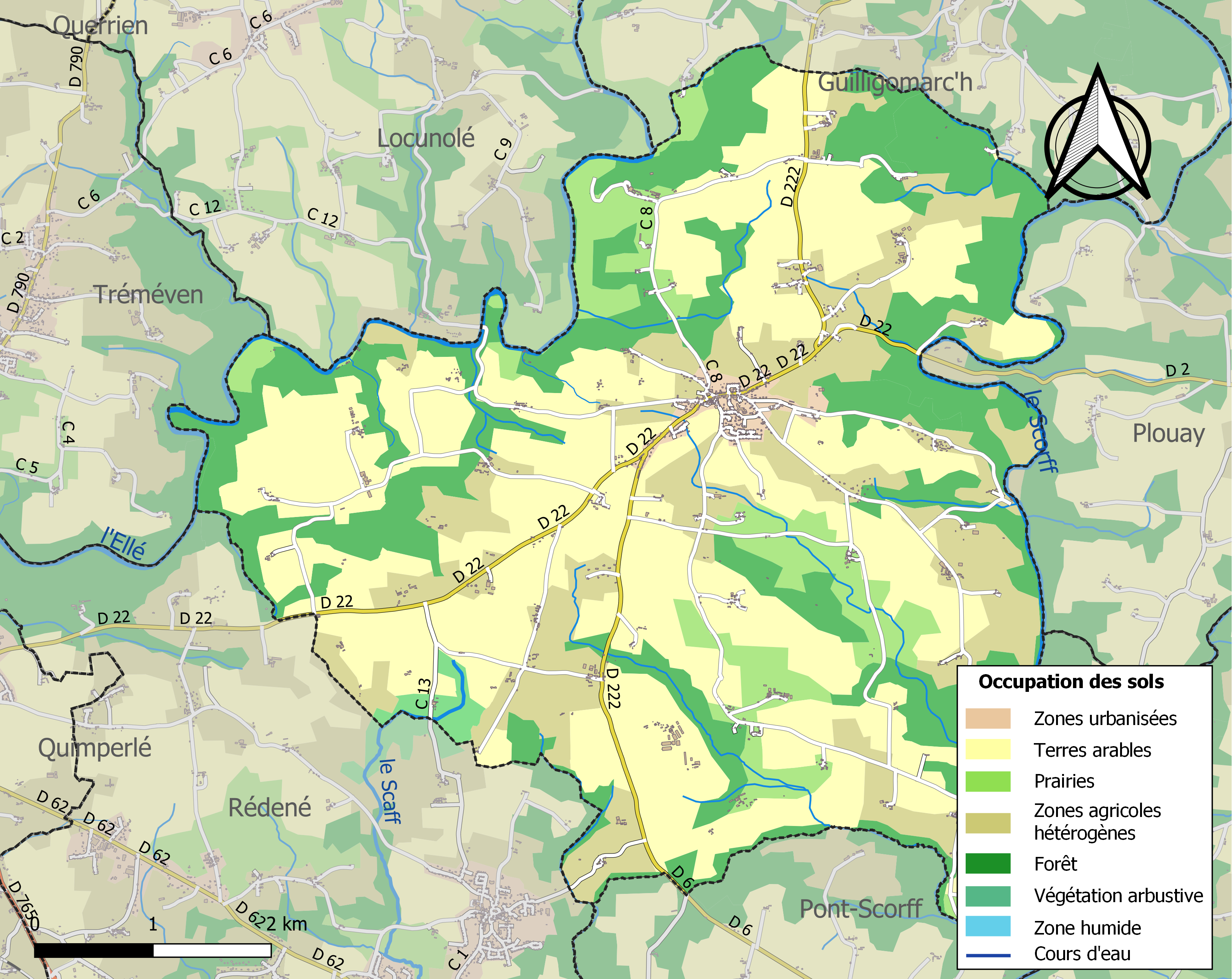
Carte des infrastructures et de l'occupation des sols de la commune en 2018 (CLC).

Le tableau ci-dessous présente l'occupation des sols de la commune en 2018, telle qu'elle ressort de la base de données européenne d'occupation biophysique des sols Corine Land Cover (CLC).
| Type d'occupation                                                                   | Pourcentage | Superficie (en hectares) |
| ----------------------------------------------------------------------------------- | ----------- | ------------------------ |
| Tissu urbain discontinu                                                             | 1,4 %       | 47                       |
| Terres arables hors périmètres d'irrigation                                         | 43,5 %      | 1 475                    |
| Prairies et autres surfaces toujours en herbe                                       | 8,8 %       | 299                      |
| Systèmes culturaux et parcellaires complexes                                        | 17,2 %      | 584                      |
| Surfaces essentiellement agricoles interrompues par des espaces naturels importants | 1,5 %       | 52                       |
| Forêts de feuillus                                                                  | 14,4 %      | 487                      |
| Forêts de conifères                                                                 | 2,4 %       | 81                       |
| Forêts mélangées                                                                    | 9,9 %       | 337                      |
| Forêt et végétation arbustive en mutation                                           | 0,8 %       | 26                       |
| Source : Corine Land Cover                                                          |             |                          |

## Toponymie
Le nom de la paroisse est attesté historiquement sous les formes « Arzennou » en 1148, « Arthou » en 1167, « Arznou » en 1327 et 1387, « Arzenou » en 1380, 1382 et 1516, « Arzano » en 1536 et « Arsanno » en 1630.
Ce toponyme breton est un anthroponyme composé de arz, « ours », qui qualifie un « guerrier vigoureux », et de gnou, « connu, fameux », « qui a la puissance de l'ours ». Il pourrait s'agir du nom d'un seigneur local.
En breton moderne, le nom de la commune est An Arzhanaou, prononcé [nahaˈnɔw].

## Histoire

### Préhistoire et Antiquité
À l'époque de La Tène, la région se trouve à la frontière occidentale du territoire des Vénètes, protégé par plusieurs éperons barrés qui surplombent la vallée de l'Ellé ; notamment le promontoire de Saint-Adrien, promontoire fortifié de 1,2 ha, qui avait un système défensif comprenant deux remparts et deux fossés, continus du bord d'un versant à l'autre.
On a trouvé de nombreuses stèles armoricaines (une d'entre elles se trouve devant la façade sud de l'église paroissiale), ce qui suggère une forte implantation humaine à la fin du Ier millénaire av. J.-C..

### Moyen Âge et Temps modernes
La première trace écrite de la paroisse d'Arzano se trouve dans le Cartulaire de Quimperlé qui date de 1167. La présence d'un lieu-dit dénommé "Le Moustoir" suggère l'existence d'un établissement monastique au Haut Moyen Âge.

#### La seigneurie de La Roche-Moysan

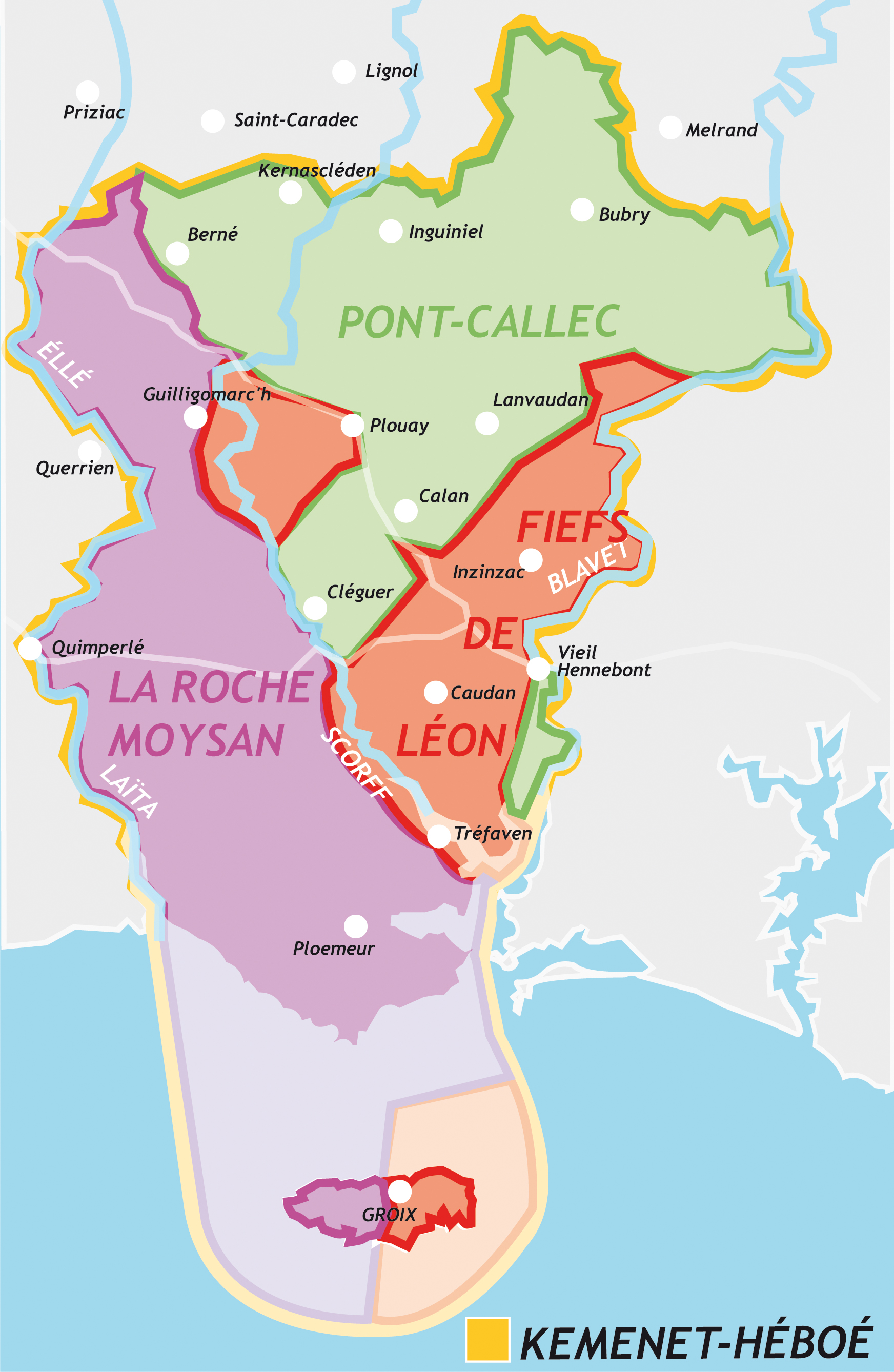
Les frontières du Kemenet-Héboé et celles des trois châtellenies créées par son démantèlement au XIIIe siècle.

Une voie ancienne franchissait le Scorff à cet endroit ; dès le Xe siècle ou XIe siècle, une tour installée sur la motte castrale du Roc'h en contrôlait le passage. Au XIIIe siècle le site devint le chef-lieu de la châtellenie de La Roche-Moysan et un château fut construit sur le plateau, près de Kerhoël.

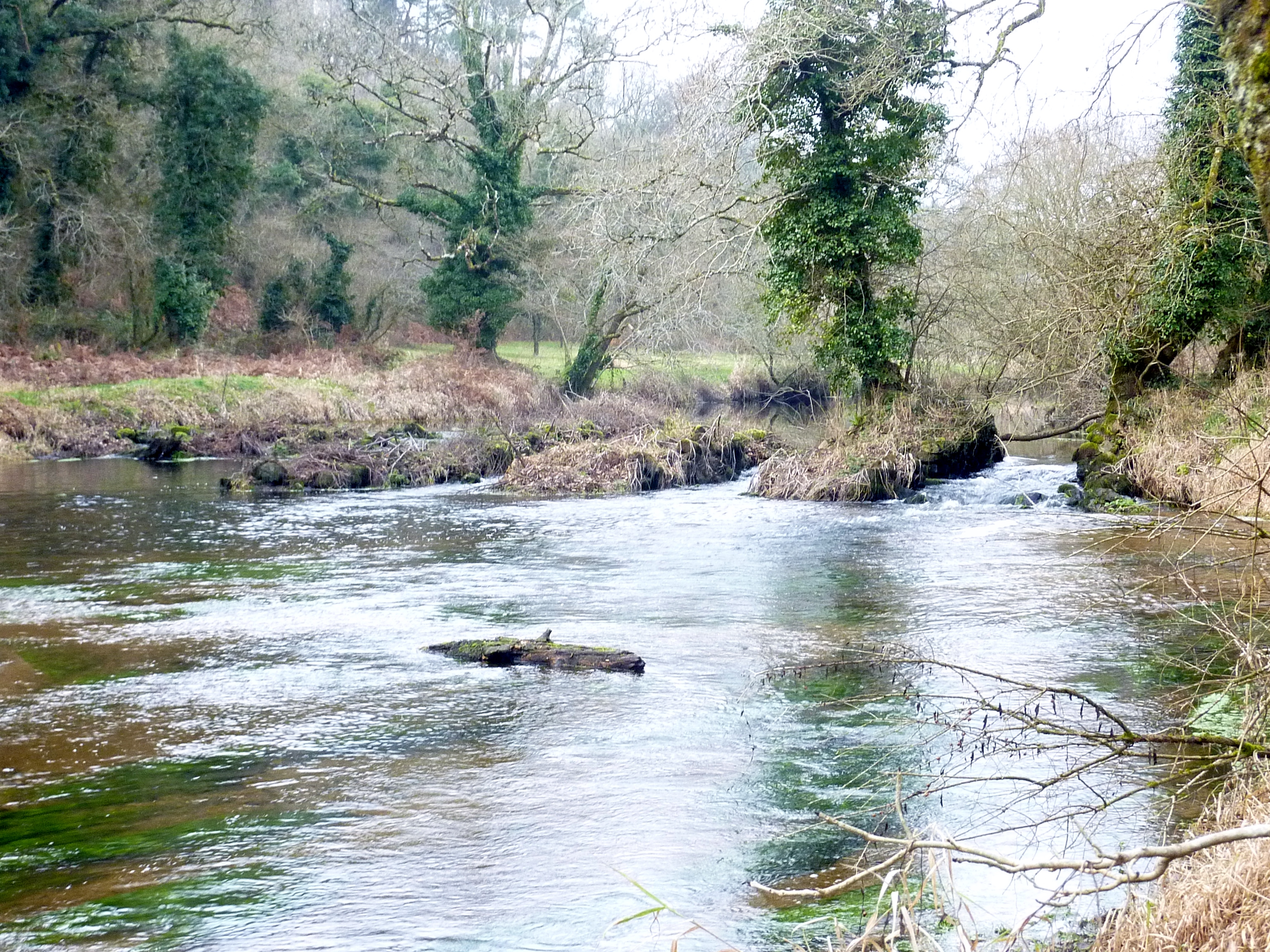
Le Scorff au niveau du site du Roc'h : vue vers l'aval et vestiges des piles de l'ancien pont.
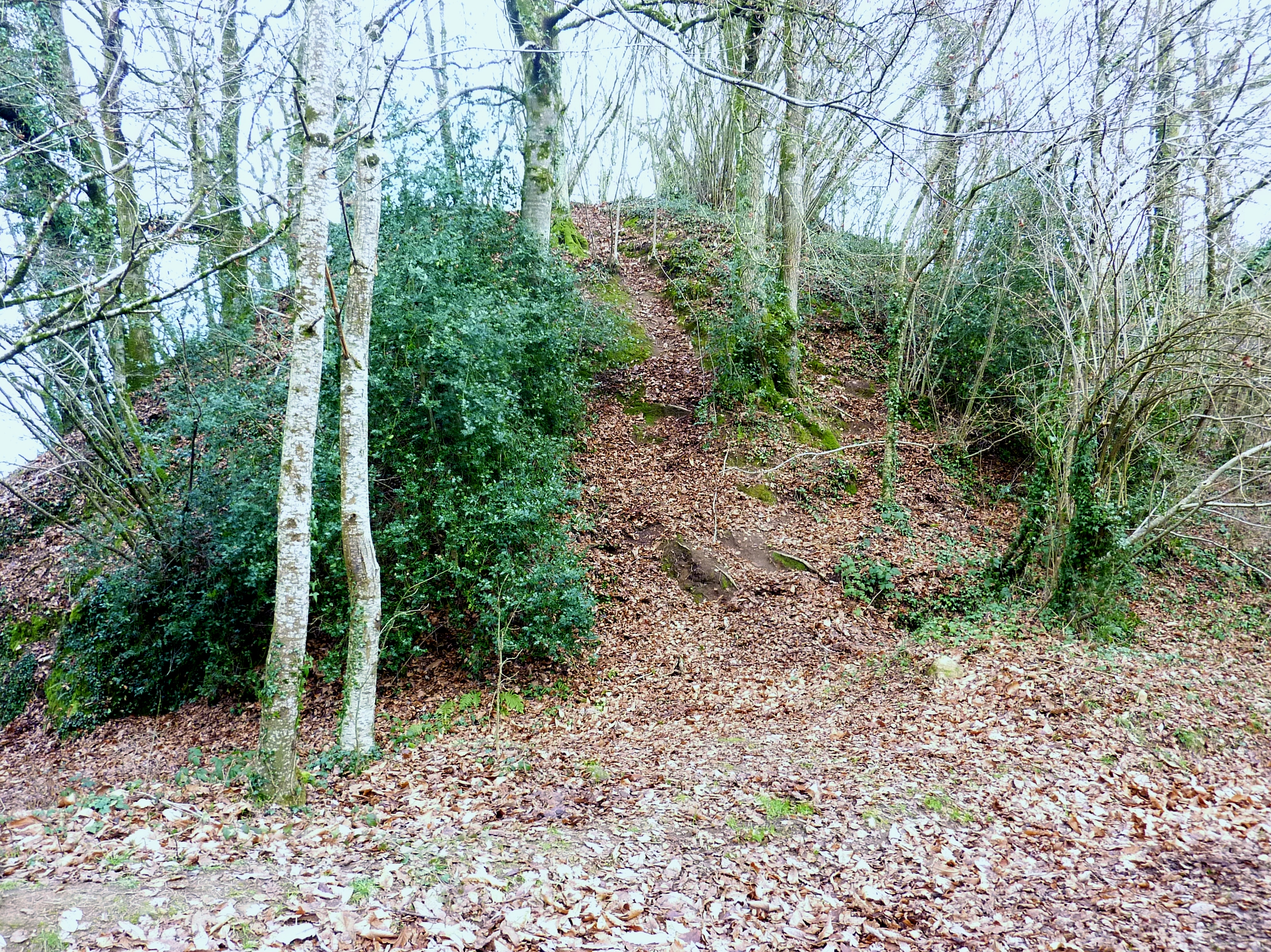
La motte castrale du Roc'h sur la rive droite du Scorff.
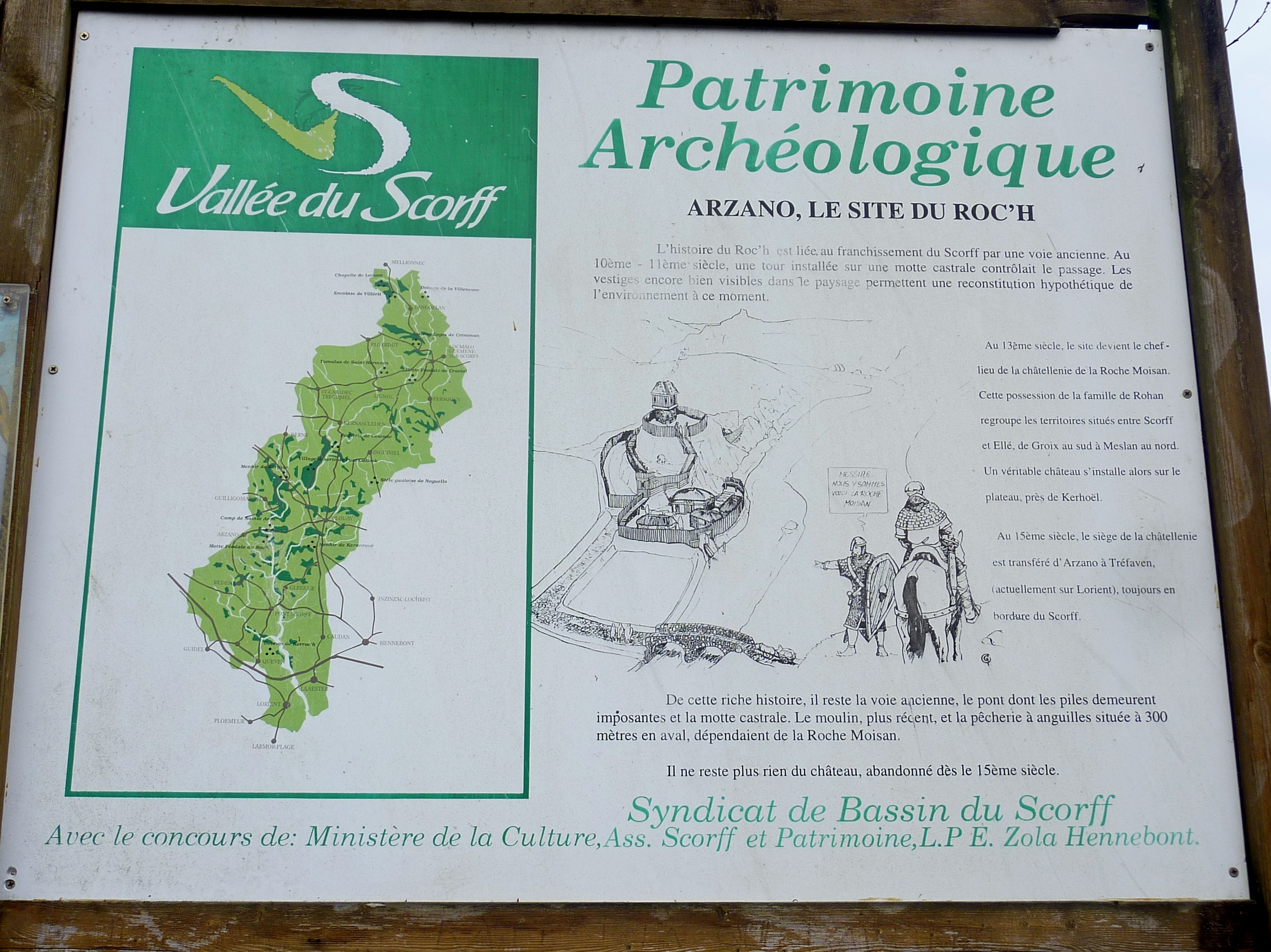
La motte castrale du Roc'h, panneau d'information touristique.
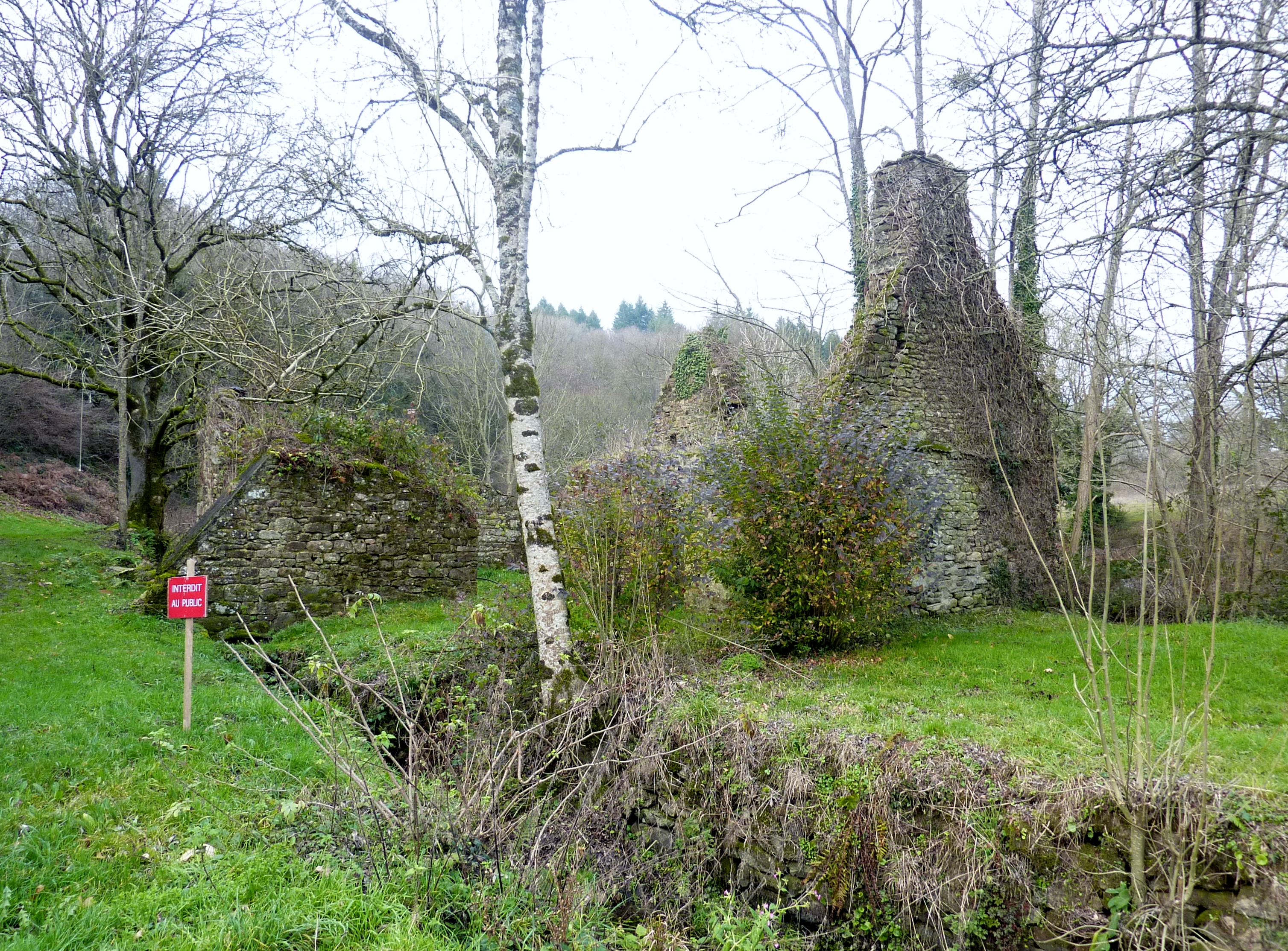
Les ruines de l'ancien moulin du Roc'h sur la rive droite du Scorff.

La plupart des terres d'Arzano étaient du fief de la seigneurie de La Roche-Moysan, une puissante seigneurie qui s'étendait également sur les paroisses voisines de Meslan, Rédené, Gestel, Lesbin (Pont-Scorff), Quéven, Ploemeur, Guidel et pour moitié de Groix.
La seigneurie de La Roche-Moysan était un ancien démembrement de la seigneurie du Kemenet-Héboé. La seigneurie appartenait en 1282 à Geoffroi de La Roche Moisan, en 1294 à Olivier III de Tinténiac et en 1382 à Jean de Vendôme. Jean de Vendôme vendit par acte du 2 février 1382, à Charles de Rohan, seigneur de Guémené, le château, la terre et la châtellenie de la Roche-Moysan avec les moulins, bois et tout ce qui en dépendait. La seigneurie resta aux mains de la famille des Rohan, branche de Rohan-Guémené jusqu'à la Révolution française. Le siège de la seigneurie était à l'origine le château de La Roche-Moyzan situé à Arzano sur la rive droite du Scorff mais le voyant ruiné, Louis de Rohan-Guémené transfèrera le siège à Tréfaven en Plœmeur en 1482. Les vestiges de ce château sont encore visibles aujourd'hui, mais il en reste peu de traces. Il subsiste les piles du pont et la motte castrale. Le moulin et la pêcherie à anguilles située à 300 mètres en aval dépendaient de La Roche-Moysan.

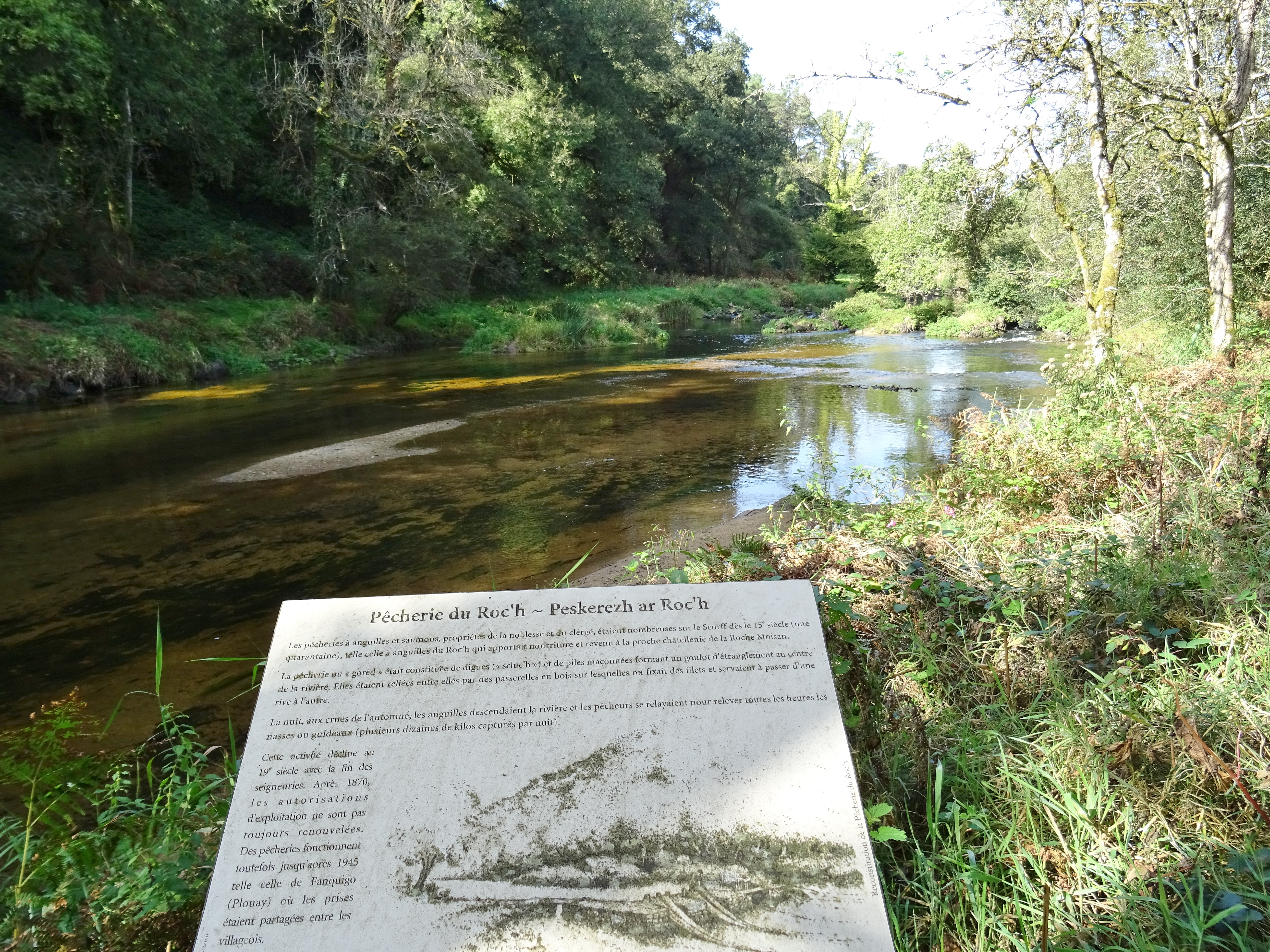
Ancienne pêcherie à anguilles (gored) du Roc'h sur le Scorff.
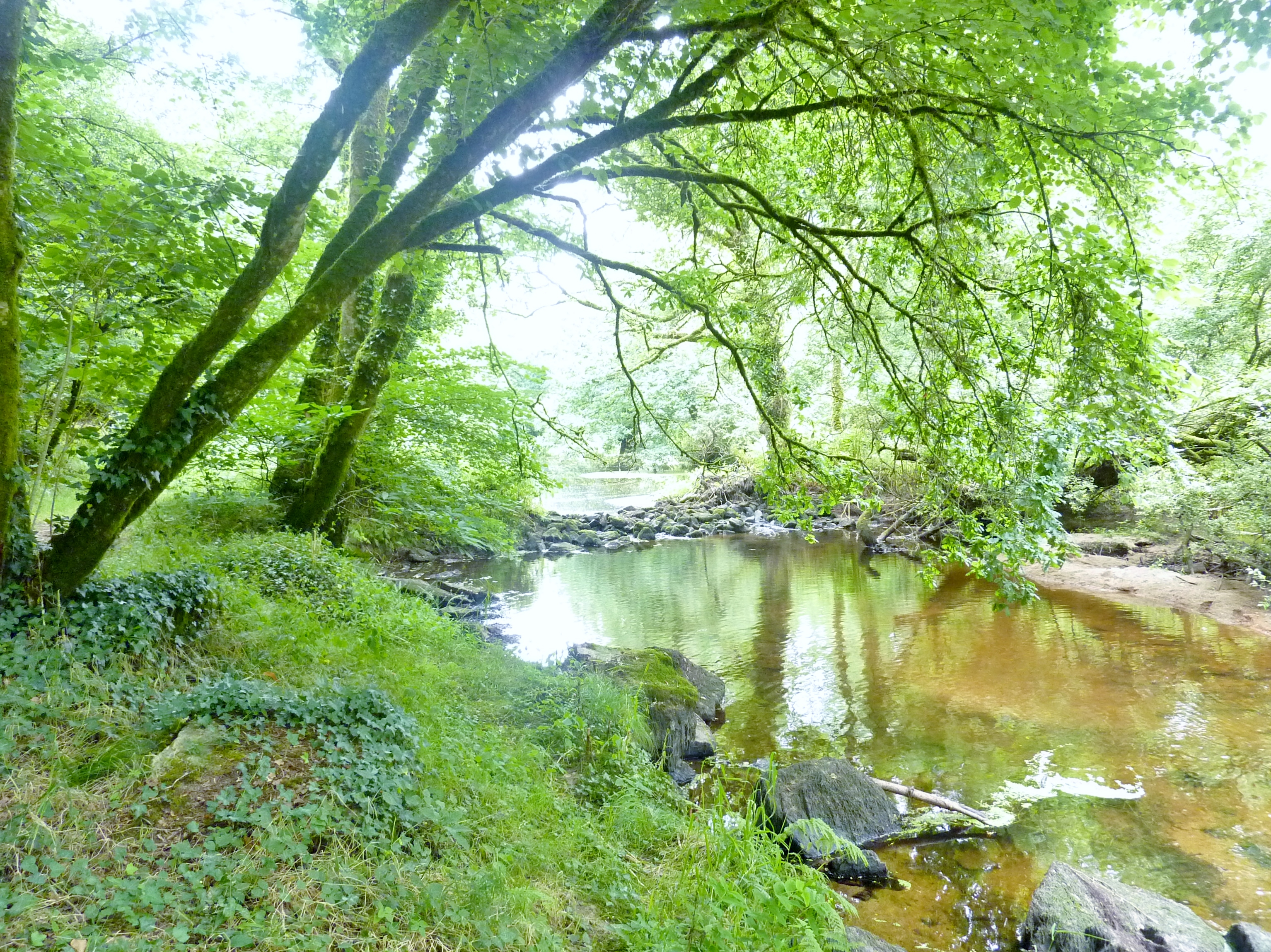
Ancien barrage à poissons (pêcherie à saumons et anguilles) sur le Scorff en aval du site du Roc'h en Arzano, mais situé côté rive gauche en Plouay.

#### Les autres manoirs

Blason famille Bizien, sieurs de Kerigomarc'h.

Plusieurs manoirs existaient sur le territoire de la paroisse d'Arzano. Jean-Baptiste Ogée cite le manoir de Kerenech qui appartenait en 1240 à Philippe de Kerysequel, le manoir de Kerygomarch en 1250 à  François Bizien, le manoir de Kerguegan en 1410 à Alain Henri, le manoir de La Villeneuve en 1420 à Terrien Penhoët et le manoir de Taluangorn (Talgorn), en 1500, à Jean Kerouallan.
Le manoir de Kerygomarch, propriété de la famille Bizien depuis au moins le XIIIe siècle (en 1248, Hamon Bizien participe à la septième croisade), prit par la suite le nom de manoir de Laz, par déformation du nom de ses nouveaux propriétaires (en 1610, Marie Bizien, dernière du nom, se marie avec Paul de l'âge de Volude, baron de La Chastre, un seigneur charentais) ; le « manoir du Lage » devint progressivement le « manoir du Laz ». Le domaine de Kerygomarch inclut une métairie au nord et un moulin à eau au sud. Le manoir actuel a probablement été construit au début du XVIe siècle par Jean Bizien. Ses armoiries figurent au-dessus de la porte d'entrée, une clé de voûte et le linteau de la cheminée de la salle ouest au rez-de-chaussée. Le domaine de Laz fut vendu comme bien national lors de la Révolution française et acheté en 1812 par Benjamin Brizoual qui le transmit à ses descendants ; l'un de ceux-ci, Yves Guyonvarc'h, transforma partiellement le manoir en style néogothique au début du XXe siècle.

### LeXVIIIesiècle

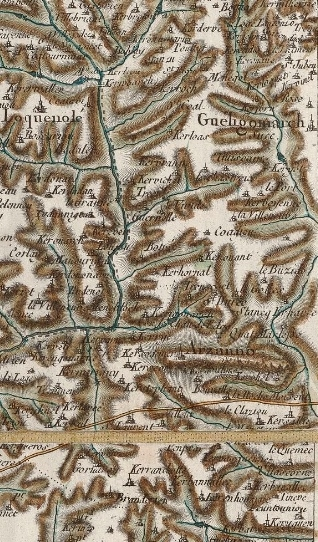
Carte de Cassini de la paroisse d'Arzano et de sa trève Guilligomarc'h (1783).

Jean-Baptiste Ogée décrit ainsi Arzano en 1778 :

« Arzano, à 12 lieues trois quarts à l'Ouest-Nord-Ouest de Vannes, son évêché ; à 18 lieues et demie de Rennes et à 4 lieues d'Hennebon, sa subdélégation et son ressort. Le nombre des habitants, y compris ceux de Guilligomar, sa trève, est de 2 600 communiants. Ce territoire est plein de landes, coupé de collines et de vallons ; les terres y sont peu cultivées, sablonneuses et d'un médiocre rapport. On y voit quand même quelques prairies, mais de peu d'étendue. »

### Révolution Française
Arzano est érigé en commune en 1790 et rattaché au département du Finistère nouvellement créé pour fournir un hinterland à l'est à la ville de Quimperlé. Arzano, Guilligomarc'h et Rédené sont les trois paroisses du diocèse de Vannes, donc parlant le vannetais, rattachées au département du Finistère.
Dans la nuit du 21 au 22 nivôse an III (10 et 11 janvier 1795) une bande de chouans envahit le presbytère d'Arzano (le curé est Jean-Claude Pécart) et emporte la somme de 1 057 livres. « Si le sieur Pécart se fut trouvé le soir chez lui, il eût été indubitablement tué ».
Jacques Cambry écrit que « les communes d'Arzano, de Quérien [Querrien] et de Guilligomarc'h, éloignées du chef-lieu du district, voisines du pays qu'habitent les chouans, sont dans un état de terreur et de dénuement qui ne leur permet pas de manifester le patriotisme que les autres communes ont démontré : avec quelles difficultés, d'ailleurs, peuvent pénétrer dans ces pays sauvages les principes, base de la Révolution : pas un individu ne sait la langue française. Il n'est pas d'état plus funeste, plus déplorable que celui de ces malheureux. S'ils obéissent aux lois républicaines, on les poignarde ; refusent-ils de s'y prêter, on les met en prison. Une force armée les protège ; mais c'est la nuit qu'on assassiné, et les soldats ne peuvent être sur tous les points d'un canton vaste, coupé de bois, de fossés, de rivières ».

### LeXIXesiècle

#### La première moitié duXIXesiècle
Joseph Louis Le Nir, originaire de Rosporden, fut curé d'Arzano de 1810 à 1829. Il assura en plus de son ministère, la fonction de maître d'école. Il faisait classe dans l'ancien presbytère (un bâtiment datant du XVIe siècle), à quelques enfants de la paroisse et des environs, dont dix à douze qui se destinaient au séminaire étudiaient le latin. La plupart étaient de pauvres paysans. Le futur poète Auguste Brizeux compta parmi ses élèves car celui-ci passa une partie de sa jeunesse à Arzano et l'évoque dans certains de ses poèmes.
Lors de l'enterrement d'Antoine de Fournas, maire d'Arzano, en 1829 en présence du comte de Botderu, pair de France, et de toute la noblesse des environs, le recteur déclara que cet homme « a été toute sa vie le scandale de la paroisse ». La famille, indignée, organisa la messe de huitaine dans une autre paroisse.
A. Marteville et P. Varin, continuateurs d'Ogée, décrivent ainsi Arzano en 1843 :

« Arzano : commune formée de l'ancienne paroisse de ce nom, moins Guilligomarc'h, son ancienne trève ; aujourd'hui cure de 2e classe. (...). Principaux villages : la Villeneuve, Kerharnou, Kerhoët, le Moustoir, Cosquer, Kerguen, Kerlarec, Keranvoarec, Kergréau, Kerminguy. Superficie totale 3 413 hectares, dont (...) terres labourables 1 006 ha, prés et pâturages 177 ha, bois 173 ha, landes et incultes 1 873 ha (...). Moulins : 7. Chapelles Saint-Dureg, Saint-Adrieu, Saint-Laurent. Château de Lage, qui n'est pas mentionné par Ogée. Moulins à eau de Lage, de Castellin, de Penallan, du Roc'h. Géologie : constitution granitique. On parle le breton. »

#### La seconde moitié duXIXesiècle

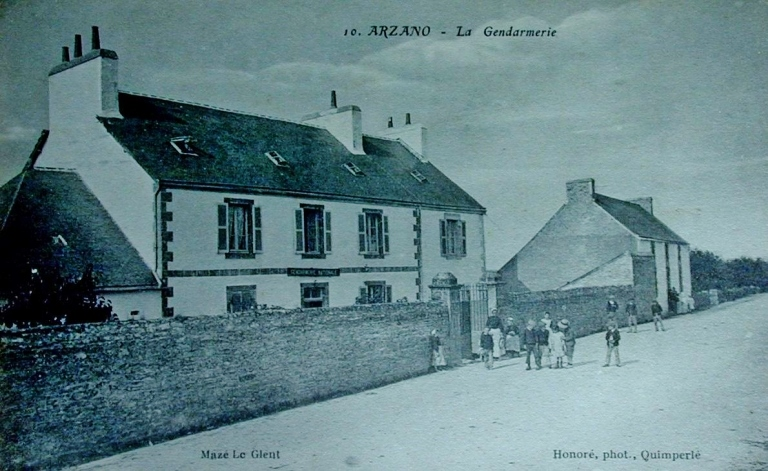
L'ancienne caserne de gendarmerie d'Arzano (remplacée de nos jours par une construction moderne).

Selon un document déposé au Corps législatif 178 des 205 conscrits d'Arzano pour la période allant de 1858 à 1867 ne savaient ni lire ni écrire.
Le statut de chef-lieu de canton (le canton d'Arzano a été supprimé lors de la réforme administrative de 2014) et la proximité relative de Quimperlé alors en essor industriel expliquent l'essor du bourg pendant la seconde moitié du XIXe siècle ; celui-ci, s'étire alors en longueur le long de la route départementale 22 (actuel axe Quimperlé-Plouay, qui était alors l'axe routier principal entre Quimper et Vannes), devenant un village-rue constitué principalement de maisons uniformes à un étage, avec des commerces au rez-de-chaussée. Le bourg voit se construire aux environs de 1875 deux écoles, l'une publique, l'autre privée (école Jeanne-d'Arc), la mairie et une caserne de gendarmerie

### LeXXesiècle

#### La Belle Époque
En juillet 1902 le Conseil d'arrondissement de Quimperlé se fait l'interprète de l'émotion soulevée dans tout l'arrondissement par la fermeture des écoles confessionnelles de Clohars-Carnoët, Querrien, Locunolé, Tréméven, Arzano et Guilligomarc'h, décidée par le gouvernement Émile Combes ; il « proteste énergiquement contre une mesure contraire aux vœux exprimés par les conseils municipaux et devant avoir pour effet de laisser un grand nombre d'enfants privés d'instruction ».

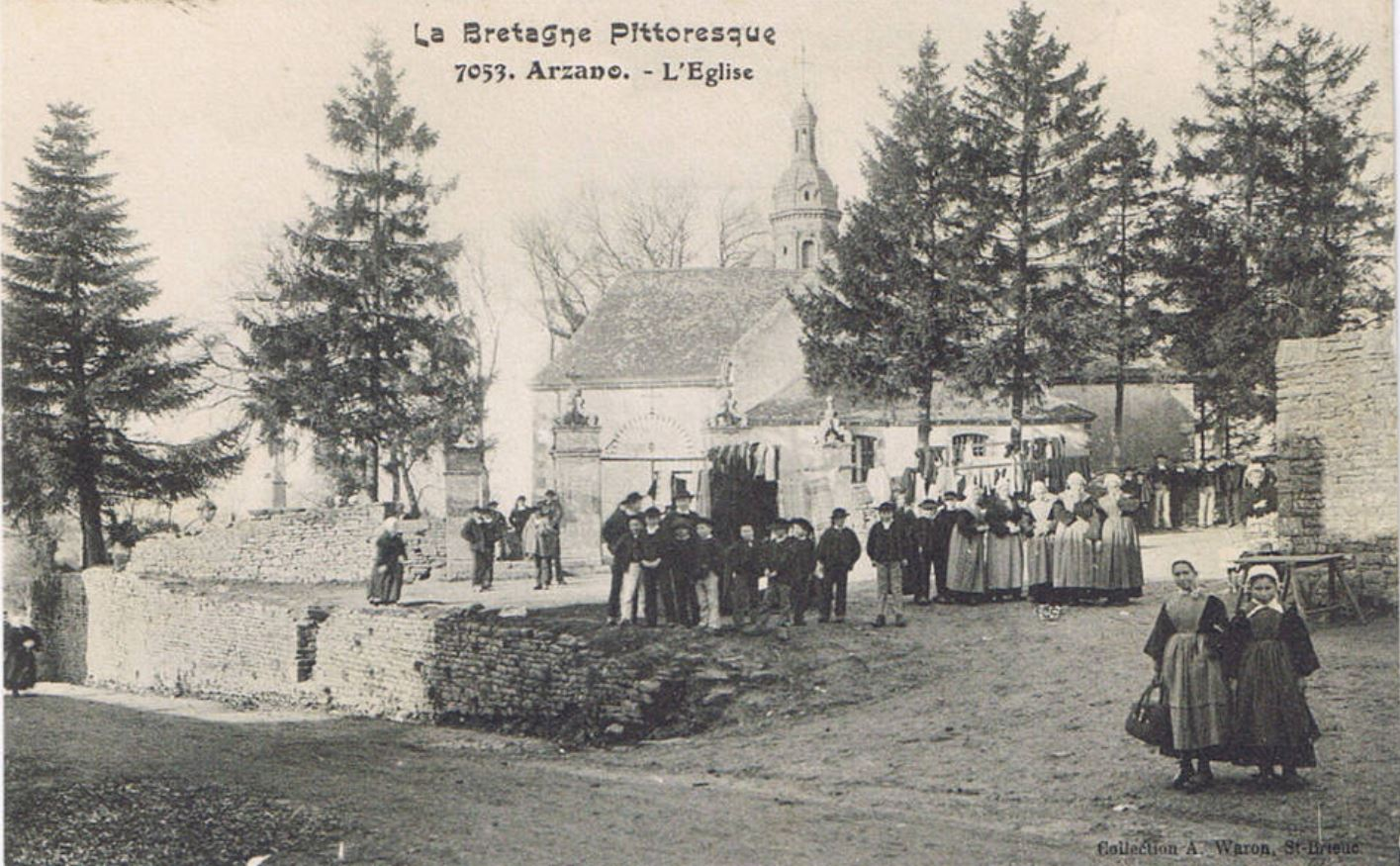
Paroissiens devant l'église d'Arzano vers 1900 (carte postale A. Waron).
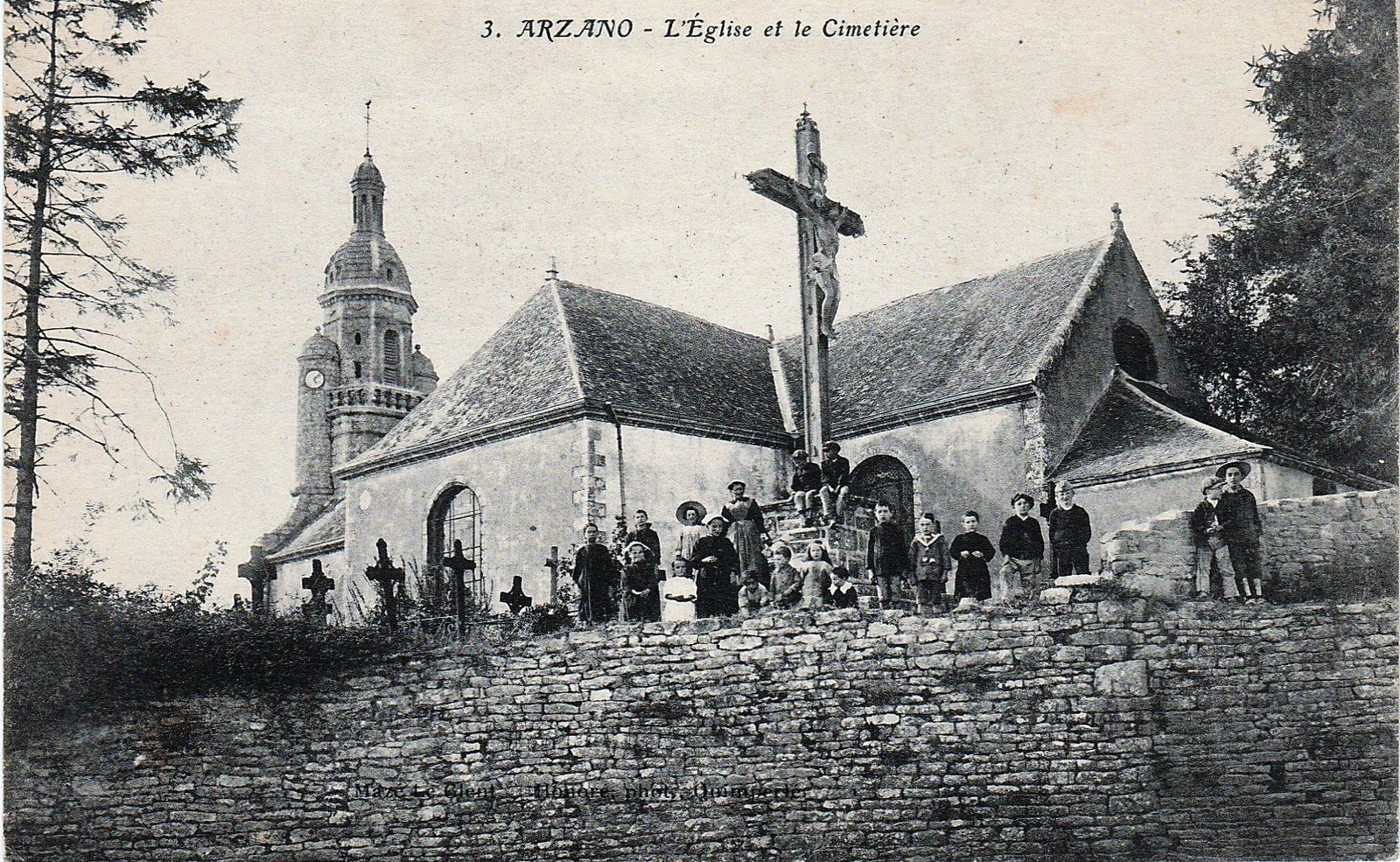
L'église paroissiale d'Arzano et le cimetière l'entourant vers 1913 (carte postale).
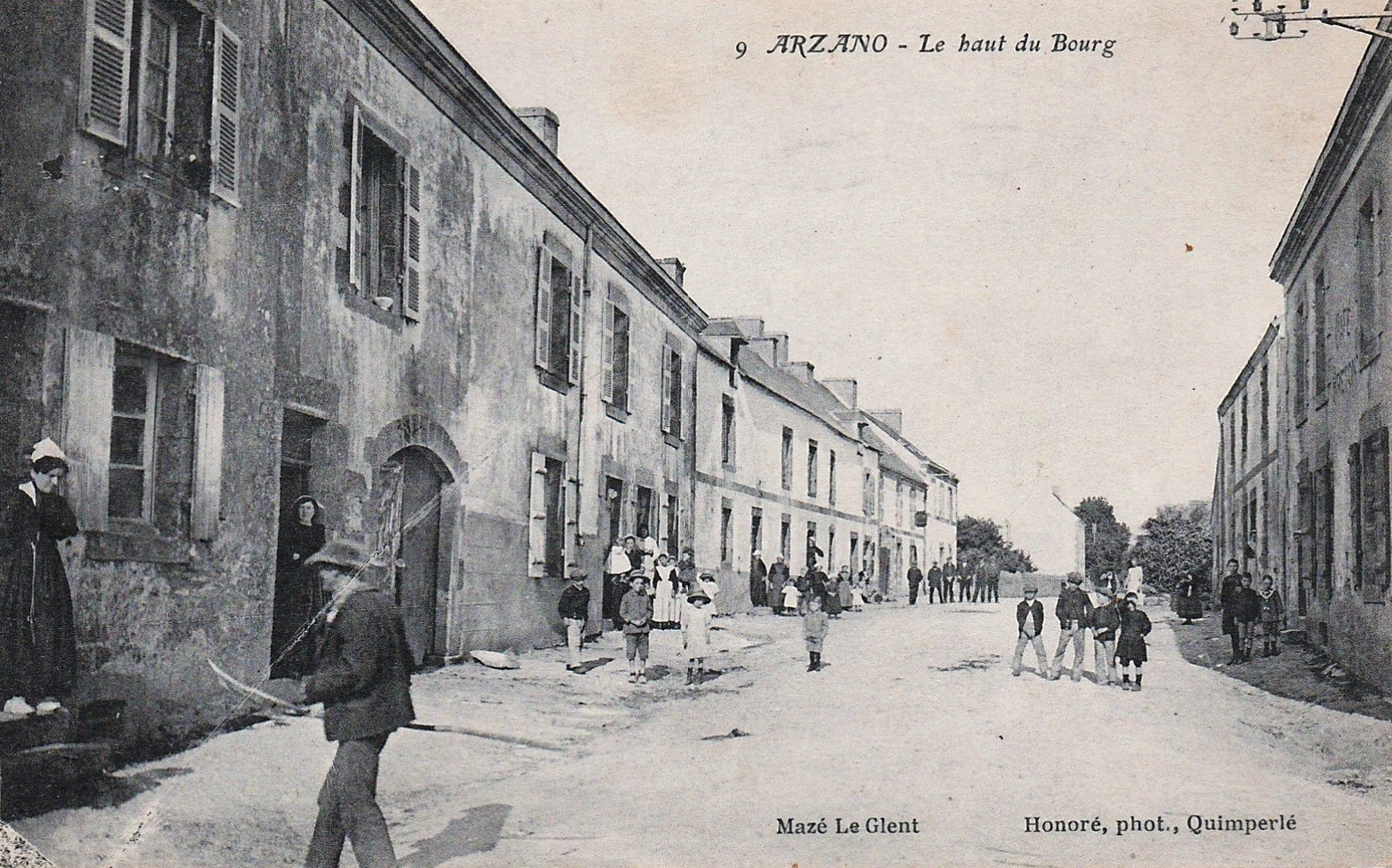
Arzano : le haut du bourg vers 1913 (carte postale Honoré).
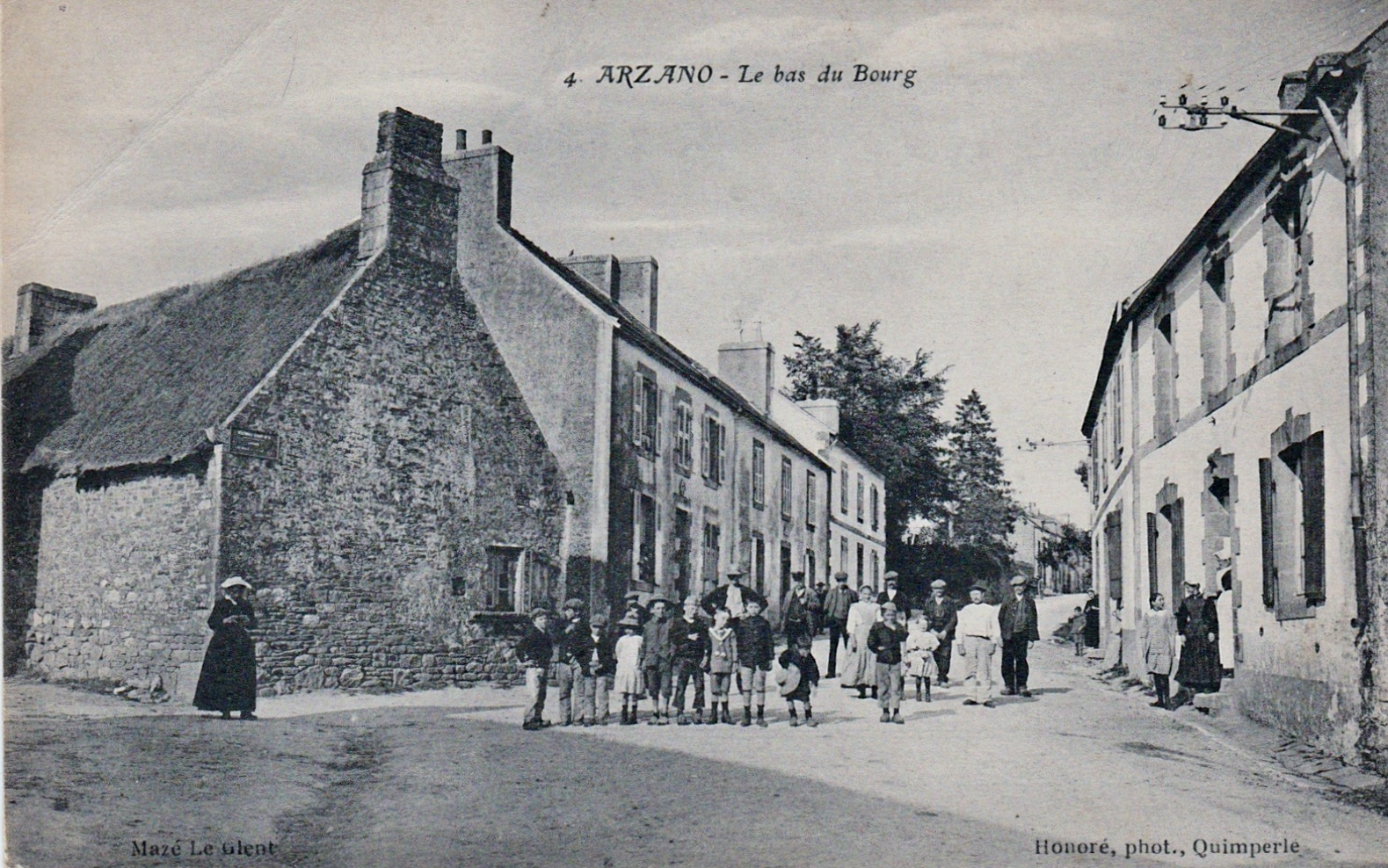
Arzano : le bas du bourg vers 1913 (carte postale Honoré).

Alice Clerc écrit en 1914 qu'aux yeux de certains « Arzano est un petit bourg tranquille, sans intérêt, avec une église quelconque, une rangée de maisons ordinaires de chaque côté de la route », si ce n'était le souvenir de Brizeux

#### La Première Guerre mondiale

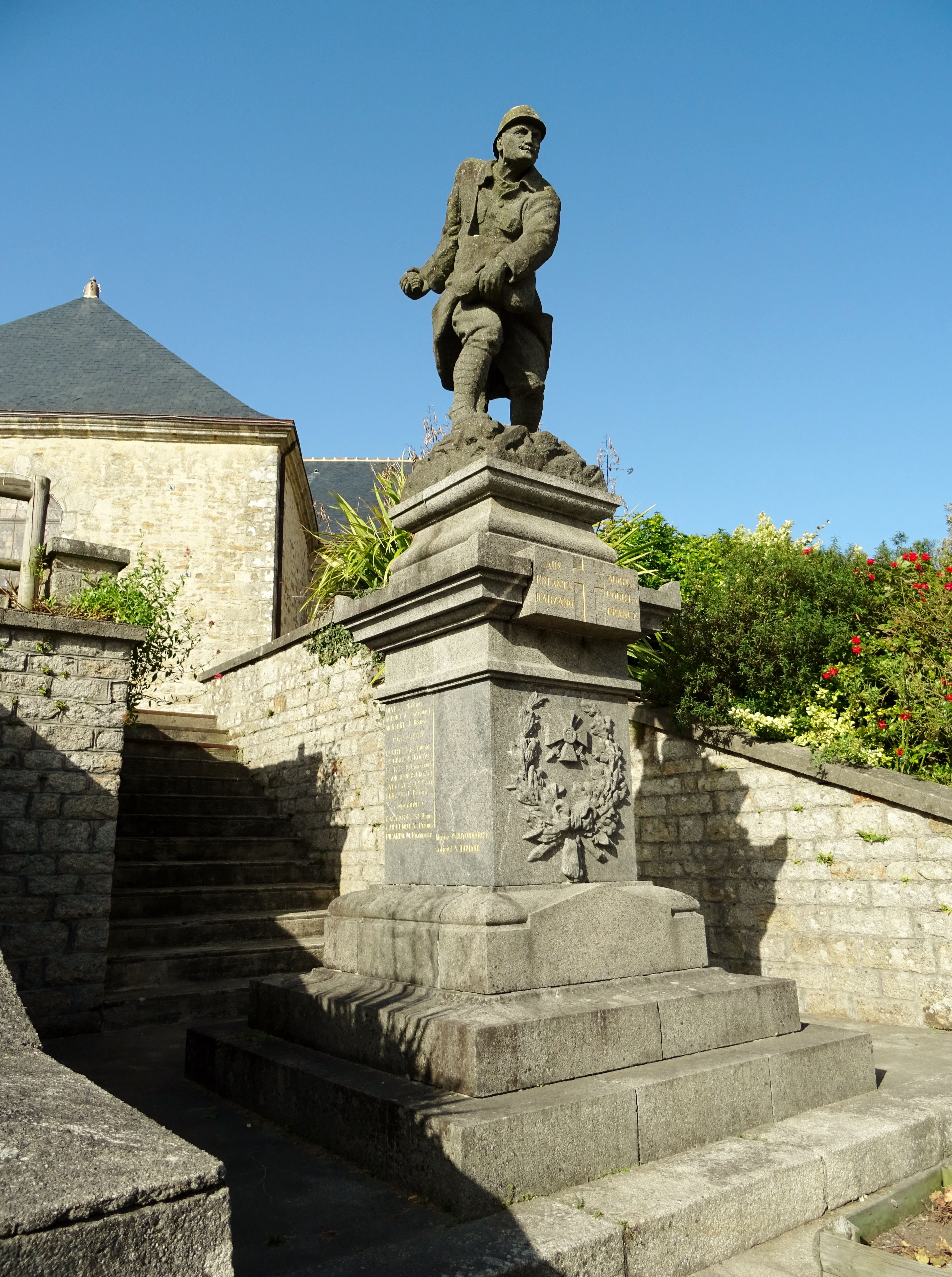
Le monument aux morts d'Arzano.

Le monument aux morts d'Arzano porte les noms de 74 soldats morts pour la France pendant la Première Guerre mondiale ; parmi eux, Jean-Marie Rouzeau, soldat du 62e régiment d'infanterie (62e RI), disparu dès le 7 août 1914 et Pierre Ulve, soldat du 118e RI, disparu dès le 22 août 1914, tous deux lors des combats de Maissin (Belgique) ; la plupart sont décédés sur le sol français, dont Jean Le Gall et Joseph Gourlay, tous deux décorés de la Médaille militaire et de la Croix de guerre.
Jean Foulgoc, soldat du 148e RI, est mort de maladie le 8 décembre 1918, donc après l'armistice, à Constantinople (Turquie).

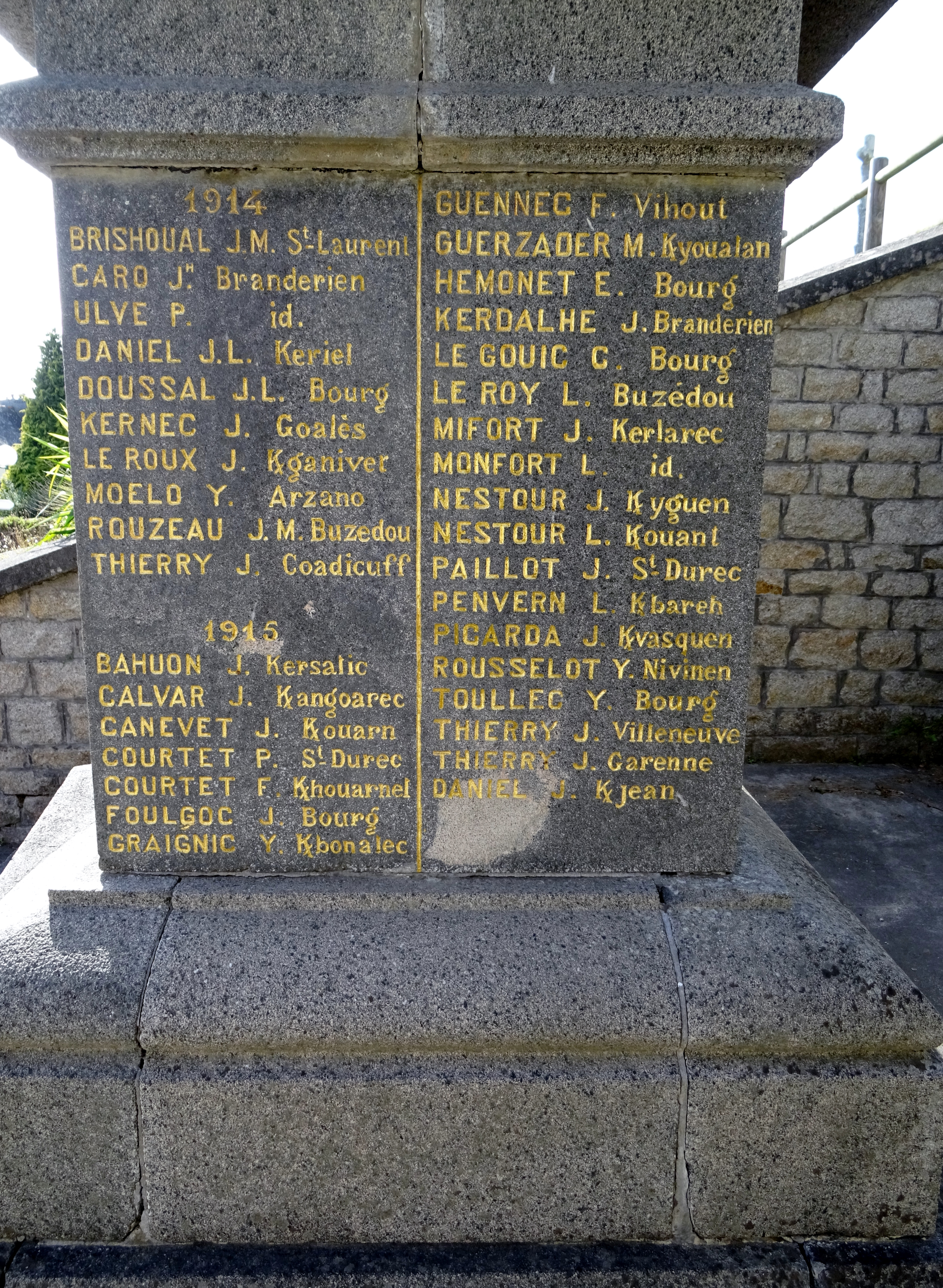
Le monument aux morts d'Arzano : liste des morts pour la France de la commune (années 1914 et 1915).
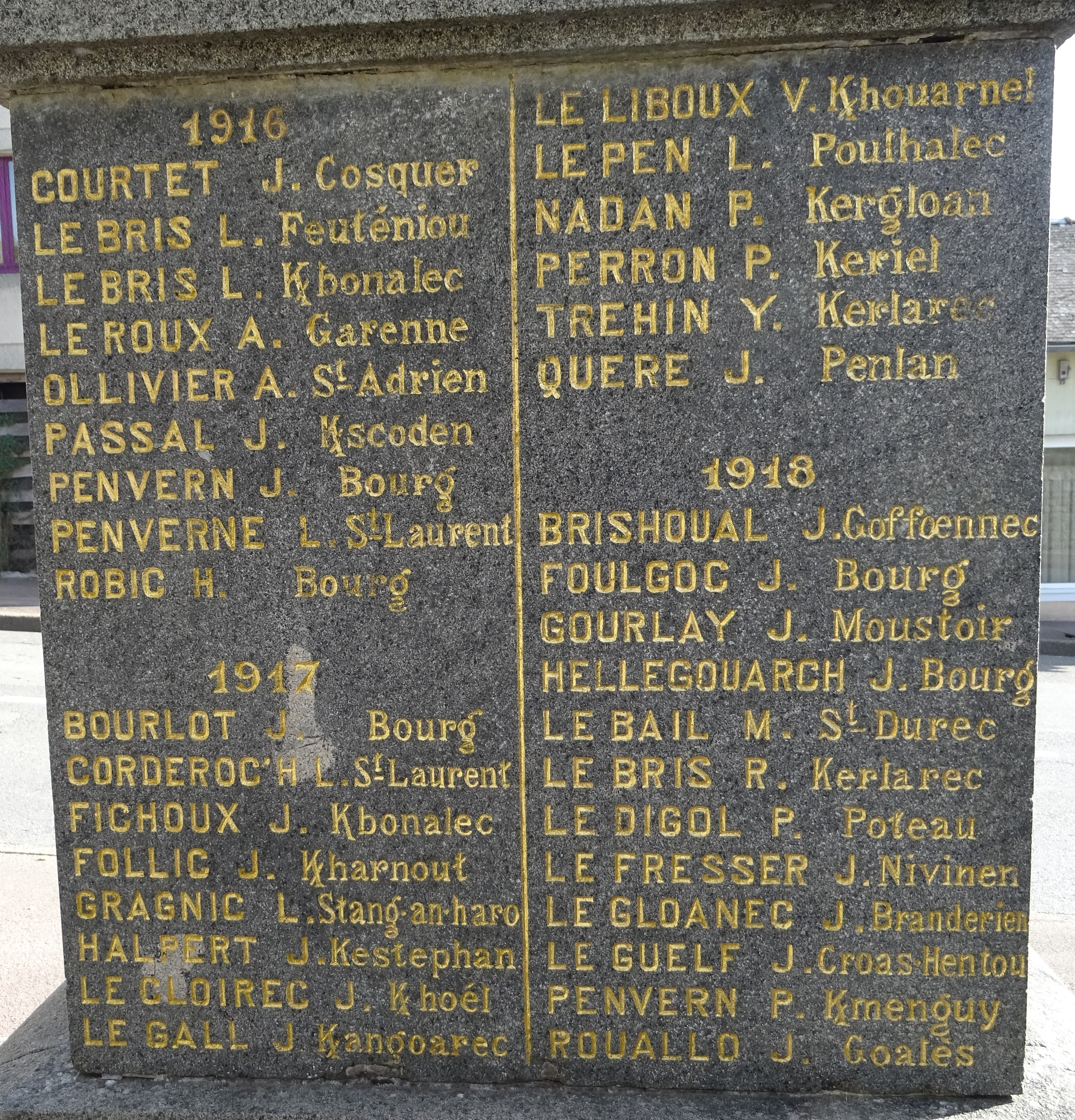
Le monument aux morts d'Arzano : liste des morts pour la France de la commune (années 1916, 1917 et 1918).

Le monument aux morts, en granite et kersantite, représente un poilu en uniforme de grenadier sur un piédestal orné d'une couronne de laurier avec palme et d'une croix latine et porte les inscriptions : "AUX ENFANTS D'ARZANO MORTS POUR LA FRANCE" "EWIT DOUE PAGER VRO" (en breton). Il est l'œuvre des sculpteurs Jean Joncourt (1869-1937) et Henri Gouzien ; érigé en 1920, il a été inauguré le 1er octobre 1922.

#### L'Entre-deux-guerres
Le monument aux morts est réalisé par le sculpteur Jean Joncourt au début de la décennie 1920.
Le cimetière, qui était auparavant autour de l'église, est déplacé au nord du bourg dans la décennie 1920. L'Entre-deux-guerres est pour Arzano une période de stagnation, comme en témoignent les rares constructions datant de cette époque.
Les courses hippiques de Quimperlé furent organisées entre 1909 et 1939 sur un terrain aménagé au sud du château de Kerlarec.

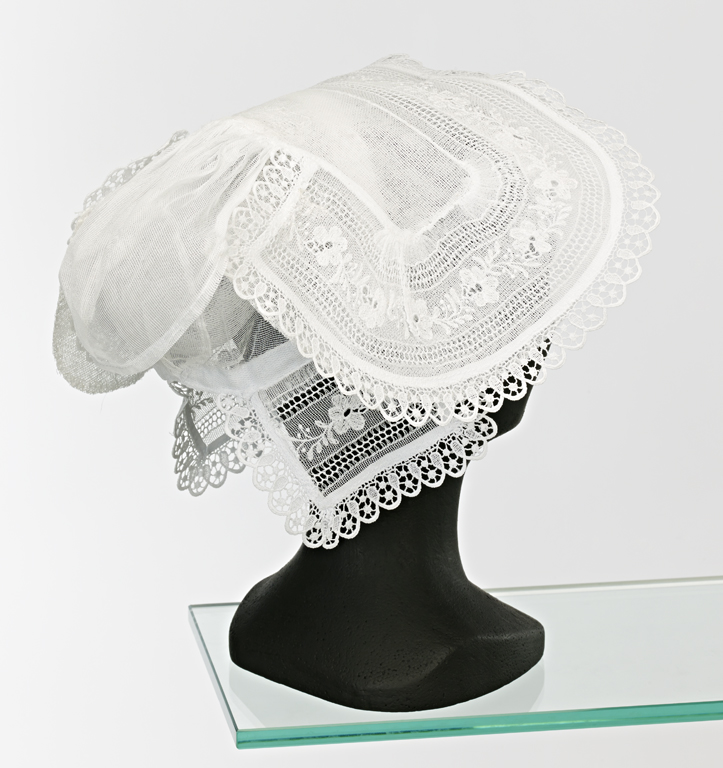
Coiffe d'Arzano (Musée de Bretagne).

#### La Seconde Guerre mondiale
Le monument aux morts d'Arzano porte les noms de 6 personnes mortes pour la France pendant la Seconde Guerre mondiale, mais un autre relevé en indique 8, dont Joseph Courtet, Gabriel Hénaff, Marcel Le Gouic et Jean Sylvestre, tués tous les quatre en mai ou juin 1940 lors de la Débâcle ; Joseph Stanguennec, résistant, fut tué lors d'un bombardement le 4 octobre 1944, alors âgé de 19 ans ; François Nicolas, lui aussi résistant, a été tué à Berné le 6 juillet 1944.

#### L'après Seconde Guerre mondiale
Deux soldats originaires d'Arzano sont morts pour la France pendant la Guerre d'Indochine (François Calvar en 1948 et André Guillemot en 1951).
La construction de plusieurs lotissements, principalement au sud du bourg, donnent un bourg un aspect moins linéaire qu'antérieurement et ilustre la reprise de l'essor démographique de la commune.

## Politique et administration

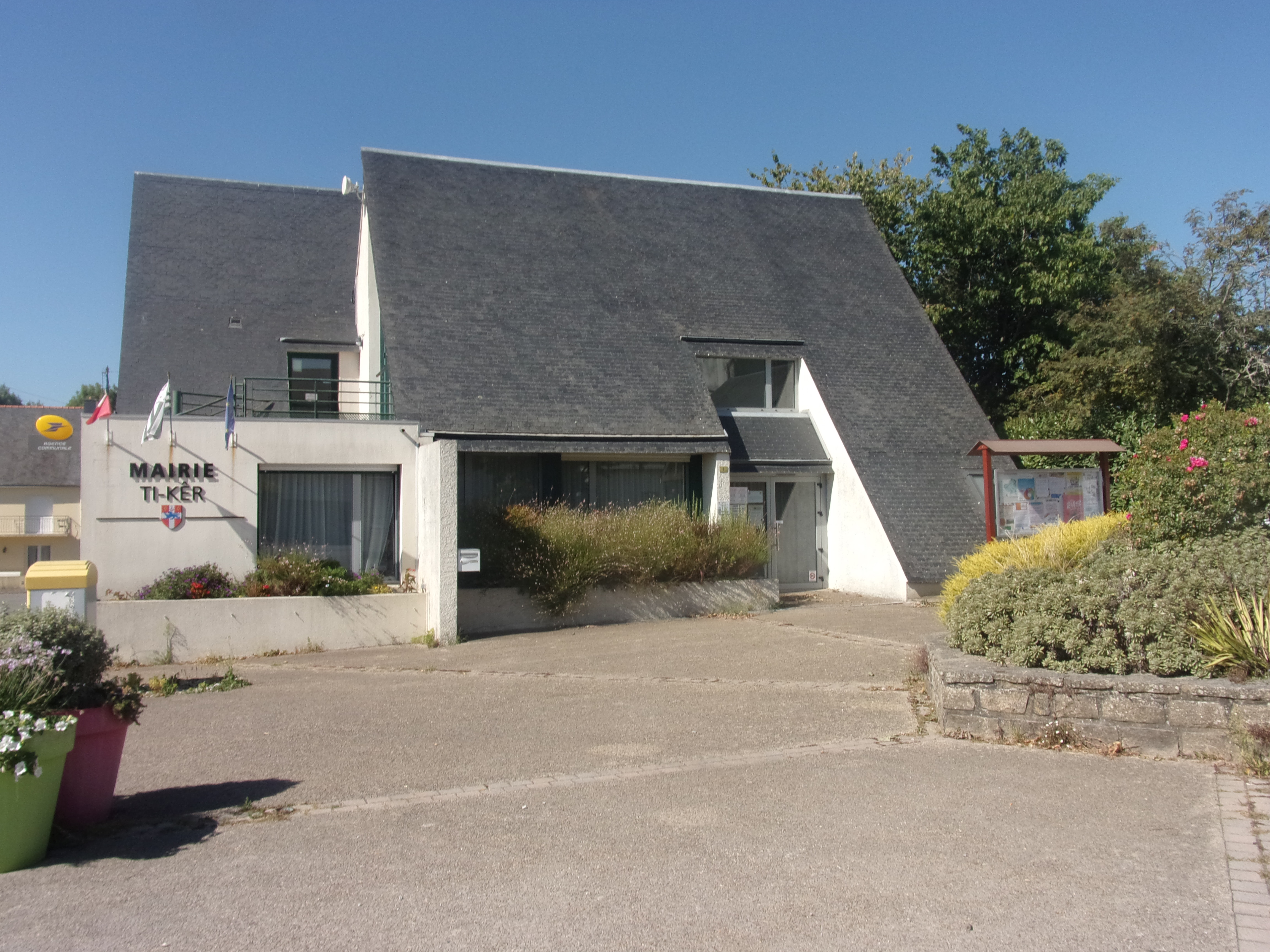
La mairie d'Arzano.

### Jumelages
- Arzano (Italie) ;
- Hainsfarth (Allemagne).

## Démographie
L'évolution du nombre d'habitants est connue à travers les recensements de la population effectués dans la commune depuis 1793. Pour les communes de moins de 10 000 habitants, une enquête de recensement portant sur toute la population est réalisée tous les cinq ans, les populations de référence des années intermédiaires étant quant à elles estimées par interpolation ou extrapolation. Pour la commune, le premier recensement exhaustif entrant dans le cadre du nouveau dispositif a été réalisé en 2006.

En 2022, la commune comptait 1 440 habitants, en évolution de +3,6 % par rapport à 2016 (Finistère : +2,16 %, France hors Mayotte : +2,11 %).
| 1793  | 1800  | 1806  | 1821  | 1831  | 1836  | 1841  | 1846  | 1851  |
| ----- | ----- | ----- | ----- | ----- | ----- | ----- | ----- | ----- |
| 3 000 | 3 150 | 1 757 | 1 834 | 1 873 | 1 957 | 1 801 | 1 917 | 1 957 |

| 1856  | 1861  | 1866  | 1872  | 1876  | 1881  | 1886  | 1891  | 1896  |
| ----- | ----- | ----- | ----- | ----- | ----- | ----- | ----- | ----- |
| 1 874 | 1 862 | 1 877 | 1 779 | 1 861 | 1 948 | 1 952 | 1 943 | 1 948 |

| 1901  | 1906  | 1911  | 1921  | 1926  | 1931  | 1936  | 1946  | 1954  |
| ----- | ----- | ----- | ----- | ----- | ----- | ----- | ----- | ----- |
| 1 851 | 1 917 | 1 941 | 1 738 | 1 839 | 1 793 | 1 676 | 1 766 | 1 524 |

| 1962  | 1968  | 1975  | 1982  | 1990  | 1999  | 2006  | 2011  | 2016  |
| ----- | ----- | ----- | ----- | ----- | ----- | ----- | ----- | ----- |
| 1 310 | 1 206 | 1 103 | 1 113 | 1 224 | 1 324 | 1 325 | 1 402 | 1 390 |

| 2021  | 2022  | - | - | - | - | - | - | - |
| ----- | ----- | - | - | - | - | - | - | - |
| 1 419 | 1 440 | - | - | - | - | - | - | - |

## Culture locale et patrimoine

### Lieux et monuments
- Église Saint-Pierre-aux-Liens, reconstruite en 1641 puis agrandie en 1744 et 1776. Située sur une butte, son chœur contient un enfeu datant du XVe siècle ou du XVIe siècle ; le clocher en forme de tour octogonale date de 1869[64] ;

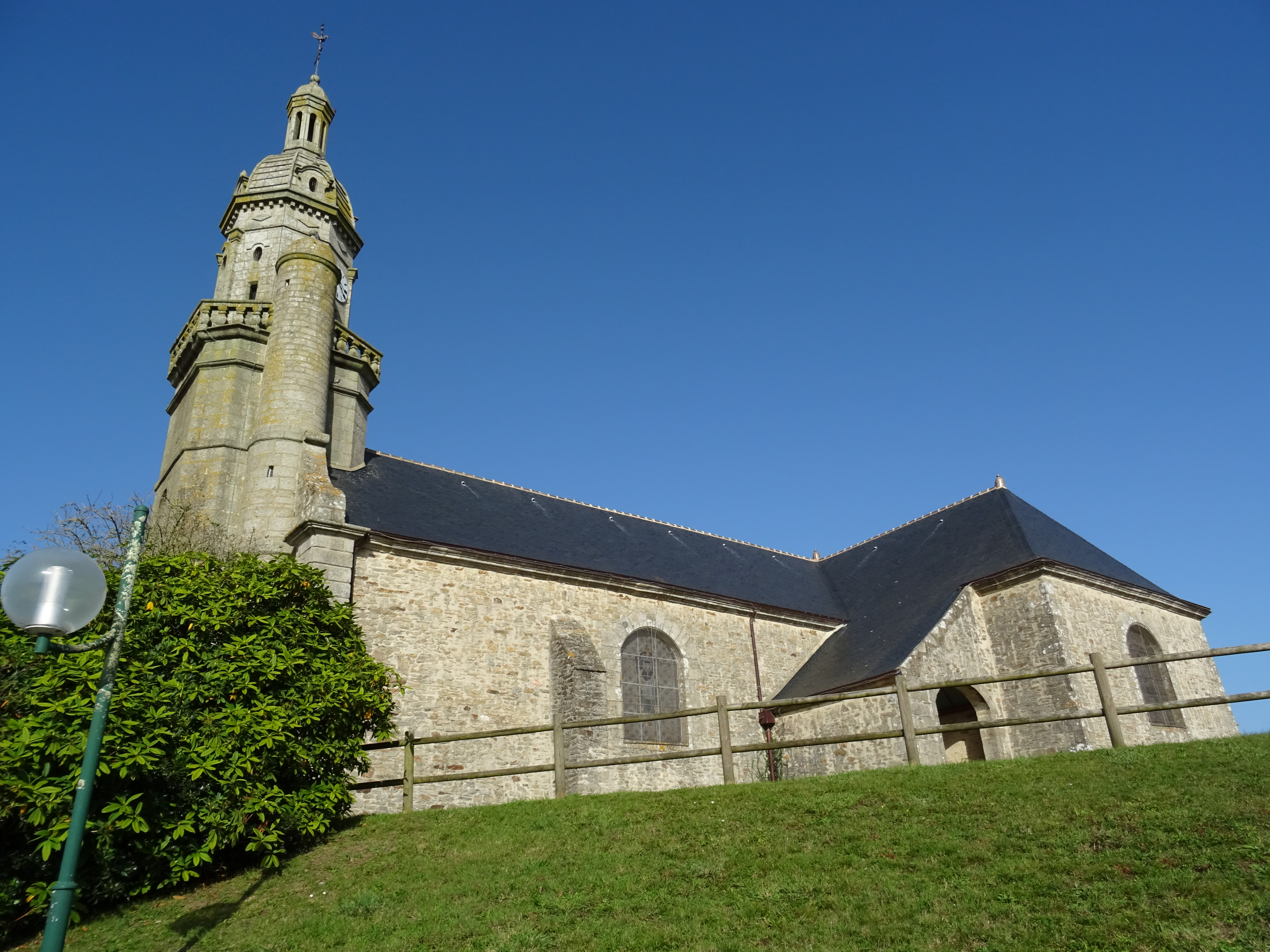
Église Saint-Pierre-aux-Liens d'Arzano : vue d'ensemble.
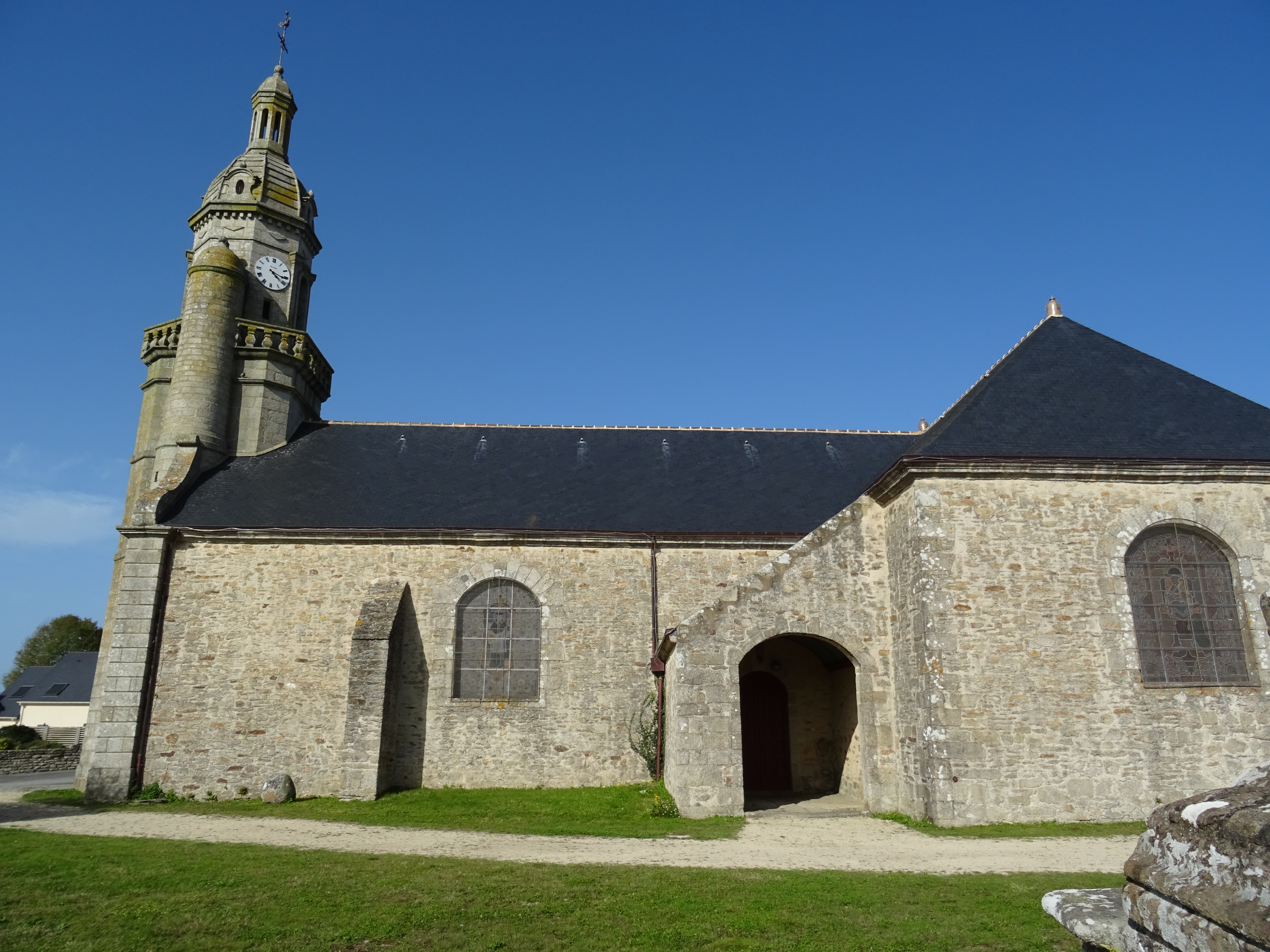
Église Saint-Pierre-aux-Liens d'Arzano : vue rapprochée.
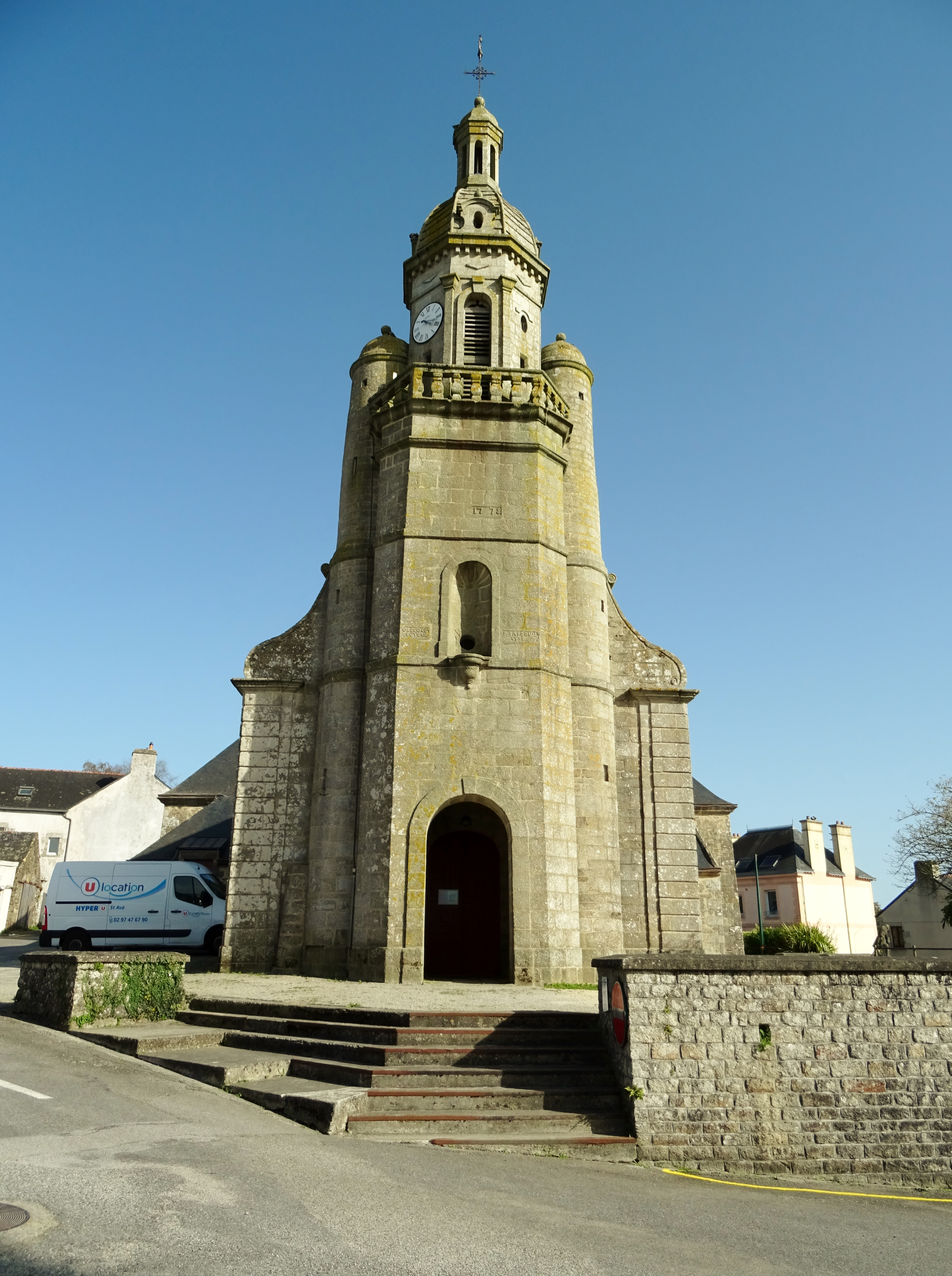
Église Saint-Pierre-aux-Liens d'Arzano : la façade et son clocher-tour.
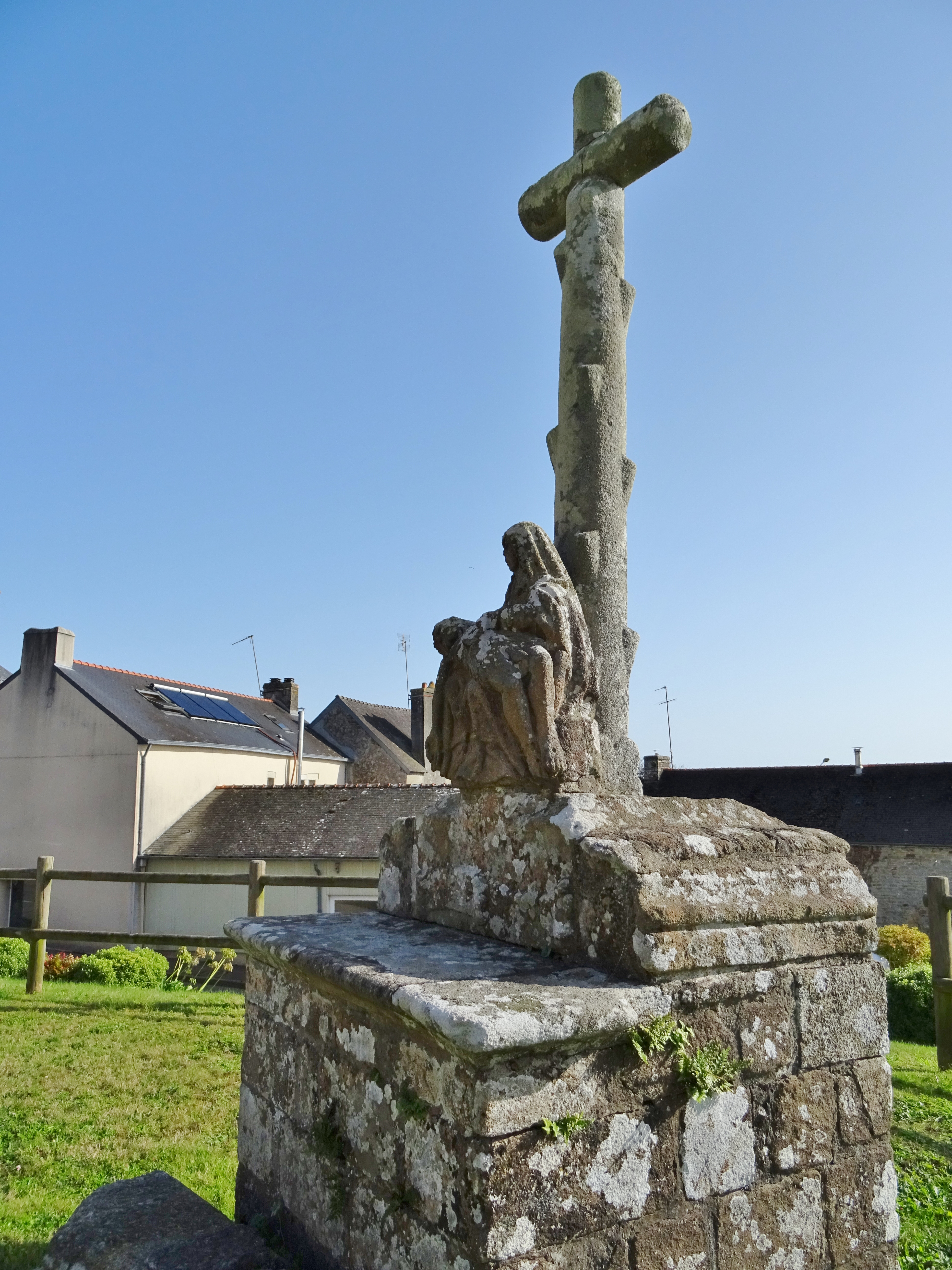
Église Saint-Pierre-aux-Liens d'Arzano ˑ le calvaire du placître.
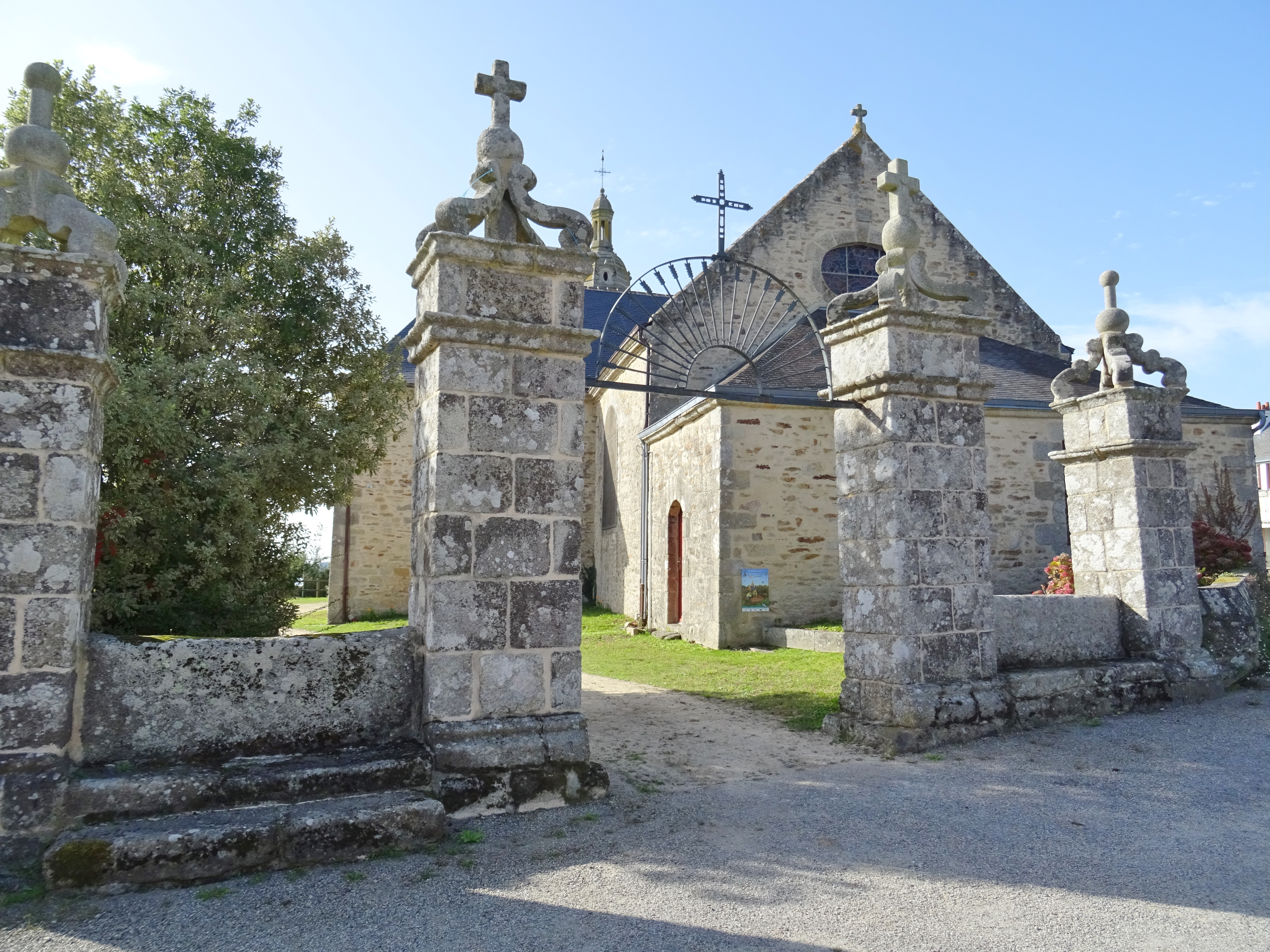
Portail d'entrée de l'enclos paroissial de l'église Saint-Pierre-aux-Liens d'Arzano.

- Chapelle Saint-Laurent, XVIe siècle[65] ;
- Manoir du Laz, XVIe siècle[66] ;

- Château de Kerlarec, XIXe siècle[67] ;

- Manoir de Penlan, XVIe siècle ; construit en 1599 par Jean Pezron dans un méandre du Scorff[68] ;
- Motte castrale du Roc'h ou de la Roche-Moisan, XIe siècle ;

- Ancien presbytère, XVIIe siècle ;

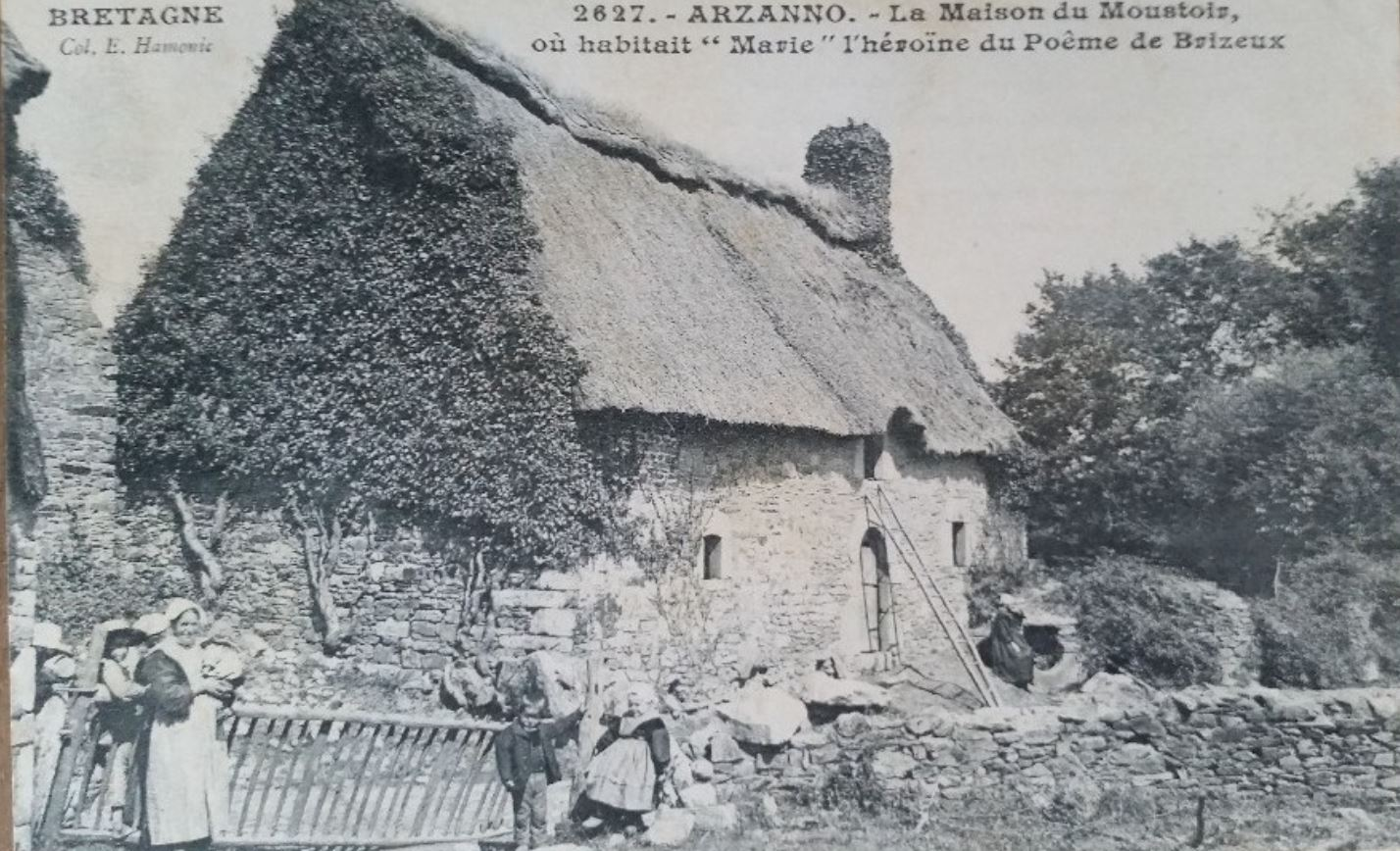
Chaumière du village du Moustoir en Arzano où vivait Marie Penlan, la muse du poète Auguste Brizeux (carte postale du début du XXe siècle).

- Maison de Marie Penlan, au village du Moustoir XVIIe siècle ;
- Monument à Brizeux au Pont Kerlo, XIXe siècle[69] (inauguré le 18 septembre 1908 en présence de Renan Saïb et Théodore Botrel) ;
- Pont de Kergreff (dit aussi pont de Ty Nadan) sur la rivière Ellé entre Locunolé et Arzano, seconde moitié du XIXe siècle[70].

Il existait aussi autrefois des chapelles dans les villages de Saint-Adrien (reconstruite au XIXe siècle et disparue en 1952 ; sa fontaines à dévotion subsiste, elle date du XVIIIe siècle) et de Saint-Durec [Saint Kiriec] (déjà disparue en 1902, de même que l'ancienne chapelle Saint-Bernard qui était la chapelle du château de Kervégant).
Il existait 7 moulins à eau à Arzano, dont le moulin du Roc'h (site protégé), le moulin de Laz, le moulin de Castellin (dernier moulin en service dans la commune, il a cessé son activité en 1992), le moulin de Zuliou, le moulin de Penlann.
Plusieurs maisons et fermes de la commune présentent un intérêt architectural.

### Langue bretonne
La charte Ya d'ar brezhoneg a été votée par le conseil municipal le 23 mai 2018.

### Personnalités liées à la commune

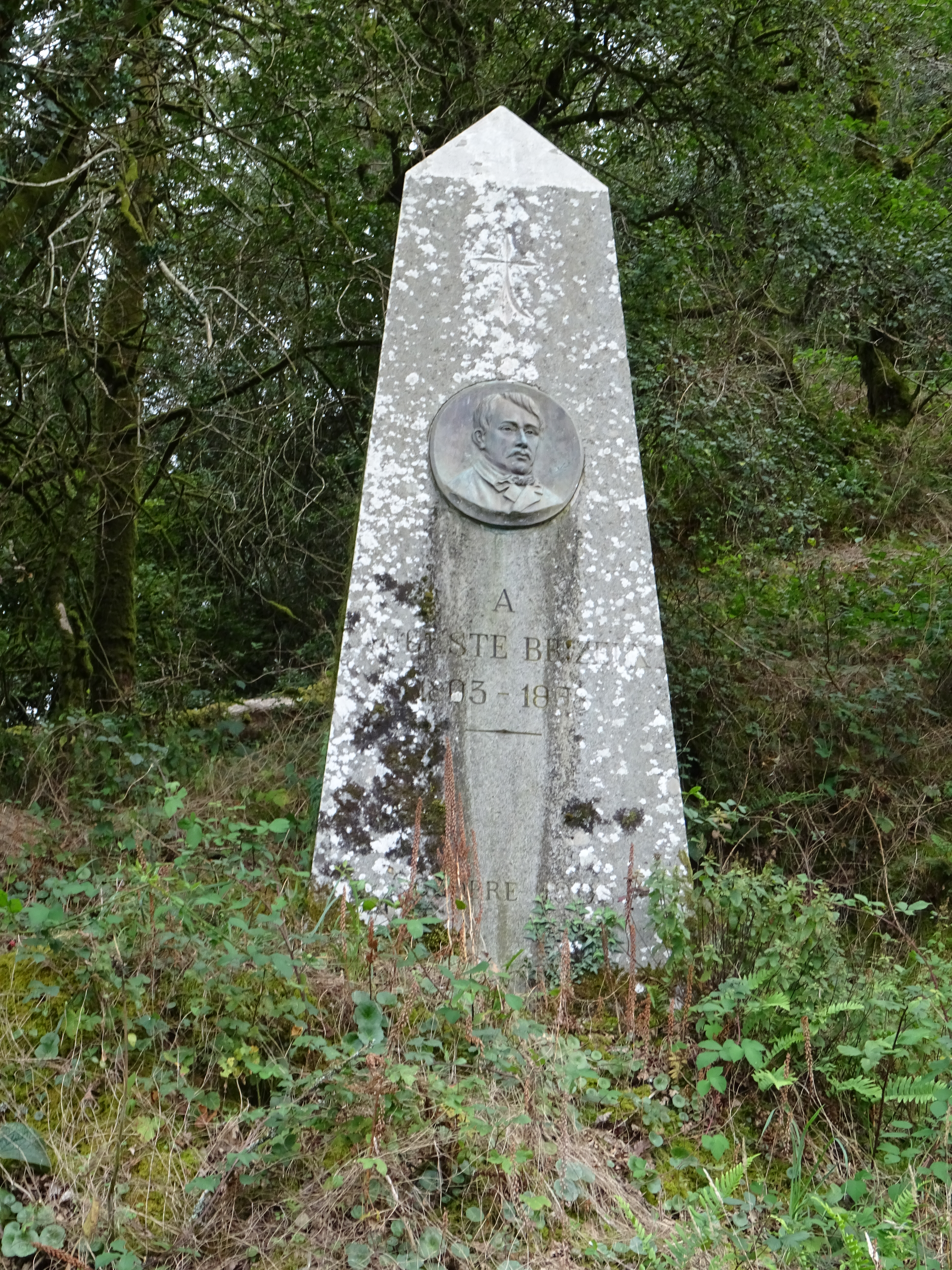
Le monument commémoratif érigé en l'honneur du poète Auguste Brizeux à Pont Kerlo, près du Scorff, en Arzano.

- Auguste Brizeux, placé dès 1811, à Arzano, chez le recteur Joseph-Marie Lenir qui lui inculquera quelques rudiments de philosophie et de théologie appris à Saint-Sulpice.
- Louis Yhuel (1926-1999), organiste, y est né.